# Histoire de l'URSS sous Staline
 (juin 2023).
La mise en forme du texte ne suit pas les recommandations de Wikipédia : il faut le « wikifier ».
Les points d'amélioration suivants sont les cas les plus fréquents. Le détail des points à revoir est peut-être précisé sur la page de discussion.
- Les titres sont pré-formatés par le logiciel. Ils ne sont ni en capitales, ni en gras.
- Le texte ne doit pas être écrit en capitales (les noms de famille non plus), ni en gras, ni en italique, ni en « petit »…
- Le gras n'est utilisé que pour surligner le titre de l'article dans l'introduction, une seule fois.
- L'italique est rarement utilisé : mots en langue étrangère, titres d'œuvres, noms de bateaux, etc.
- Les citations ne sont pas en italique mais en corps de texte normal. Elles sont entourées par des guillemets français : « et ».
- Les listes à puces sont à éviter, des paragraphes rédigés étant largement préférés. Les tableaux sont à réserver à la présentation de données structurées (résultats, etc.).
- Les appels de note de bas de page (petits chiffres en exposant, introduits par l'outil «  Source ») sont à placer entre la fin de phrase et le point final[comme ça].
- Les liens internes (vers d'autres articles de Wikipédia) sont à choisir avec parcimonie. Créez des liens vers des articles approfondissant le sujet. Les termes génériques sans rapport avec le sujet sont à éviter, ainsi que les répétitions de liens vers un même terme.
- Les liens externes sont à placer uniquement dans une section « Liens externes », à la fin de l'article. Ces liens sont à choisir avec parcimonie suivant les règles définies. Si un lien sert de source à l'article, son insertion dans le texte est à faire par les notes de bas de page.
- La présentation des références doit suivre les conventions bibliographiques. Il est recommandé d'utiliser les modèles {{Ouvrage}}, {{Chapitre}}, {{Article}}, {{Lien web}} et/ou {{Bibliographie}}. Le mode d'édition visuel peut mettre en forme automatiquement les références.
- Insérer une infobox (cadre d'informations à droite) n'est pas obligatoire pour parachever la mise en page.

Pour une aide détaillée, merci de consulter Aide:Wikification.
Si vous pensez que ces points ont été résolus, vous pouvez retirer ce bandeau et améliorer la mise en forme d'un autre article.
Vous lisez un « bon article » labellisé en 2007.

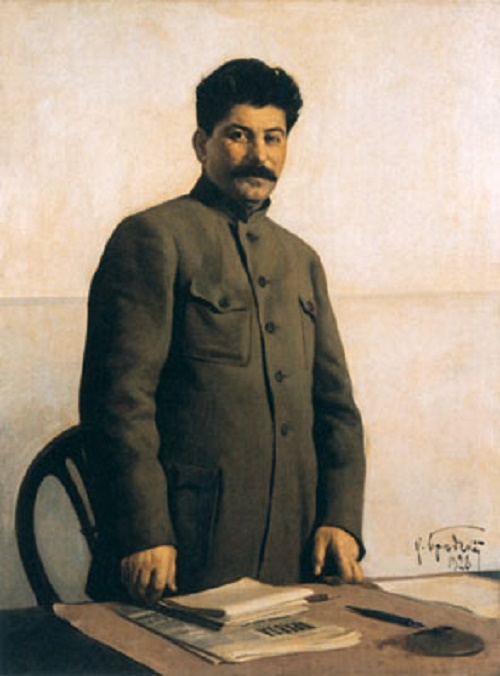
Portrait de Joseph Staline par Isaak Brodsky ; ce portrait est issu d’une photographie régulièrement retouchée par la censure pour en faire disparaître les personnalités devenues indésirables qui se trouvaient à ses côtés, jusqu’à n’y laisser que Staline.

L’URSS sous Staline est un État souvent présenté comme l'un des principaux exemples de régime totalitaire, modelé par un dirigeant qui disposait de la totalité des pouvoirs. Entre 1927 et 1929, Joseph Staline, secrétaire général (ou Guensek) du Parti communiste pan-soviétique des bolcheviks depuis 1922, achève de devenir le maître absolu du pays. Cela marque le début d’une transformation brutale et radicale de la société soviétique. En quelques années, le visage de l’URSS est profondément changé par la collectivisation intégrale des terres agricoles et par l’industrialisation « à toute vapeur », agencée par les très ambitieux plans quinquennaux, tandis que Staline devient l'objet d'un culte de la personnalité omniprésent.
La modernisation économique du pays fut cependant payée par d'énormes exigences de travail le plus souvent imposées (les « normes de productivité ») ou consenties. Des enthousiasmes authentiques coexistèrent avec les pressions, les contraintes ou les résistances au moins passives. Certaines catégories sociales telles que les apparatchiks, la police politique (NKVD), les gradés de l'armée ou les directeurs d'usines, de sovkhozes ou de kolkhozes regroupés sous le nom de nomenklatura, ou encore, pour un temps limité, les stakhanovistes, bénéficièrent des progrès obtenus. Mais la grande majorité de la population vit dans un climat de privations et d'inégalités qui s'aggravent : dans certaines régions comme l'actuelle Ukraine, les famines déciment plusieurs millions de paysans. Dans ces conditions, le rêve de construction de la société « juste et sans classes sociales » ne convainc plus personne à l'intérieur du pays, même s'il séduit encore à l'étranger, dans les pays capitalistes.
L'économie soviétique stalinienne est marquée par des périodes d'étatisation brutale de l'économie et par des périodes de « détente » vis-à-vis du marché national. Après avoir soutenu au pouvoir la NEP dans les années 1920, Staline décide d'un « Grand Tournant » à la fin de la décennie et au début des années 1930 à travers la nationalisation forcée des terres, la planification intégrale et la dékoulakisation. Une timide libéralisation a lieu en 1932 avec l'autorisation pour les kolkhoziens de vendre le surplus de leur production,, une mesure tardive car les paysans, très démunis, se lancent massivement dans le vol de blé pour subvenir à leurs besoins. Pour stopper le phénomène, Staline fait promulguer, en août 1932, la loi dite des cinq épis qui punit le vol des biens kolkhoziens d'une peine allant de 10 ans de prison à la peine de mort. Dans le même temps, selon l'universitaire Philippe Comte, c'est à l'époque stalinienne que remonteraient les premières racines de la perestroïka, Staline déclarant après guerre que « nombreux sont ceux qui ont souffert pour rien » pendant ses purges antérieures et en soutenant en janvier 1953 un projet d'autonomie pour les entreprises devant leur permettre de vendre et d'échanger librement une part de la production, sans toutefois mettre ce projet en exécution.
La société civile fut quadrillée, émiettée et laminée selon quatre axes :
- la position constitutionnelle de jure du Parti communiste de l'Union soviétique comme « parti unique et organe dirigeant de l’État soviétique », interdisant de facto la constitution d’associations, syndicats ou autres structures sociales indépendantes du pouvoir, et imposant un courant de l’autorité et de légitimité » (souveraineté), allant du sommet (le Présidium du Soviet suprême) vers la base (l'appareil du Parti, les institutions, les entreprises, soviets locaux, les citoyens)…[6] ;
- une logistique policière massive de surveillance et répression de la société civile, articulée autour de la police politique (Tchéka, Guépéou, MVD, NKVD, NKGB, GUGB, KGB selon ses diverses dénominations), active par la censure, l’écoute aléatoire et sans aucun contrôle juridique des conversations téléphoniques, l’ouverture du courrier, le quadrillage territorial, institutionnel et professionnel systématique du pays, la pratique courante d’arrestations arbitraires, de tortures en cours d’interrogatoire et d’internement psychiatrique et de déportation des citoyens arrêtés, avec ou sans « jugement », dans les réseaux de camps de travail forcé comme le Goulag ou le Laogai…[7],[8] ;
- une stricte planification d’État sur le plan économique, ne touchant pas seulement les orientations macro-économiques et le commerce international, mais aussi tous les aspects de la production, de la distribution et de la consommation, au mépris des ressources disponibles, des possibilités techniques, de l’environnement et des besoins de la population, interdisant toute forme d’autogestion et induisant des inégalités entre la haute bureaucratie du parti, de l'État, de l'armée et de la police politique qui disposait d’un niveau de vie satisfaisant, et le reste de la population aux prises avec une pénurie permanente d’énergie, de denrées, de produits finis et de services (ce qui encourageait le développement d’une économie informelle, mais spéculative)… [9];
- un strict contrôle des activités culturelles, des médias et des droits des citoyens à l’opinion, à l’expression et au déplacement (nécessitant des autorisations et divers visas préalables pour changer d’emploi, de domicile, de résidence à l’intérieur du pays, et encore plus pour voyager hors du pays, et surtout dans les pays non-communistes).

La « terreur rouge » et la répression de masse, inaugurées par une « chasse aux paysans » classés comme récalcitrants et qualifiés de « koulaks » (mais qui cherchaient simplement à éviter la famine) s'étend bien sûr aux opposants politiques (mais n'importe qui peut être classé comme tel, y compris les révolutionnaires de la première heure) et graduellement à la totalité du corps social. Minorités nationales, cadres du parti ou simples particuliers étaient tous également exposés, chaque citoyen pouvant brusquement se retrouver rangé au rang des prétendus « ennemis du peuple », « ennemis de classe », « parasitisme social », « saboteurs » et autres « espions de l'impérialisme » ou encore « cosmopolites sans racine ». Cette politique qui fit des millions de victimes fut soigneusement dissimulée par le régime pour l'étranger, tandis qu'à l'intérieur se généralisait la délation, chacun voulant prouver sa « vigilance révolutionnaire » à la police politique pour ne pas être soupçonné et arrêté soi-même. Cette période fut marquée notamment par les Grandes Purges et par la multiplication considérable des camps de travail forcé du Goulag (plusieurs milliers de camps groupés en 476 complexes en 1953) dont les effectifs sont ainsi portés à leur apogée : 15 millions de personnes y séjournèrent et 1,6 million y moururent en détention,.
Après la rupture, le 22 juin 1941, du pacte Hitler-Staline signé deux ans plus tôt, l'URSS surprise et agressée subit des pertes humaines, matérielles et territoriales considérables, avant que l'Armée rouge ne stoppe l'avancée allemande puis ne repousse l'envahisseur jusqu’à Berlin. La dureté et l’acharnement des combats, ainsi que la guerre d’extermination menée par les nazis contre les populations civiles, servirent, à l’issue de la guerre, de justification a posteriori des crimes du régime soviétique. L’URSS victorieuse a perdu près de 26 millions de citoyens et compte autant de sans-abris, sur un territoire dévasté, mais parmi ces victimes, plus de trois millions sont les prisonniers de guerre, travailleurs forcés et civils soviétiques considérés comme « traîtres à la patrie soviétique » et déportés au Goulag pour s’être laissé capturer vivants et/ou exploiter par les nazis. Des milliers de villes, d’exploitations agricoles et de voies de communications sont détruites. En 1946-1947, la sécheresse et une nouvelle famine en Ukraine et Moldavie causent plus de 500 000 morts.
Les acquis du développement industriel, le contrôle étroit de la société par l'appareil politique et policier, et les sacrifices imposés aux citoyens soviétiques, auxquels s'ajoute l'aide alliée, ont ainsi permis à l'URSS d’être dans le camp des vainqueurs de la Seconde Guerre mondiale, tout comme la deuxième superpuissance mondiale dans le monde d'après-guerre. Bien après la mort de Staline en 1953, et jusqu'à la désintégration de l'URSS en 1991, la société soviétique devra composer difficilement avec le lourd héritage de l’époque stalinienne.

## Histoire générale de la période stalinienne

### La succession de Lénine

Drapeau de l’URSS de 1923 à 1955

Depuis qu’ils ont renversé la république russe sept mois après son instauration, les bolcheviks exercent une dictature sans partage qui déclencha la guerre civile de 1918 à 1920 et causa la famine de 1921 à 1922. L’Union des républiques socialistes soviétiques, proclamée en 1922, est dirigée par un parti unique, le Parti bolchevique, dont Staline est le secrétaire général du Comité central depuis le 3 avril 1922.
Des tensions à l'intérieur du parti apparaissent déjà alors que Lénine est gravement malade et en retrait depuis 1922. Staline va s’employer à écarter du pouvoir Léon Trotski, son principal rival, accusé de « révisionnisme antibolchévik ». Il bénéficie pour cela de l’instauration du « centralisme démocratique » qui a supprimé le droit de tendance en mars 1921.
Après la mort de Lénine, le 21 janvier 1924, le comité central du Parti communiste (bolchévik) décide de garder secret le Testament de Lénine (janvier 1923) recommandant d’écarter Staline mais ne désignant pas de successeur. Les débats entre les différentes factions du parti vont aboutir au renforcement de ce dernier.
Parmi les divergences entre l’opposition et le « centre » (la faction de Staline) se trouve la question du développement industriel de l'Union soviétique. Léon Trotski et la « gauche » sont favorables à son industrialisation rapide car ils la jugent menacée de « restauration capitaliste », du fait de son isolement sur la scène internationale et du développement en son sein de « forces bourgeoises » c'est-à-dire la paysannerie aisée et les entrepreneurs et commerçants privés dits nepmen. Nikolaï Boukharine et la « droite » s’y opposent, s'inquiétant des conséquences qu'aurait sur les paysans, qui forment toujours l’écrasante majorité de la population, une industrialisation trop rapide du pays. Ils préfèrent la poursuite de la Nouvelle politique économique (NEP) et un développement lent et progressif, d’autant plus que le recul de la vague révolutionnaire en Europe les condamne à réaliser, selon eux, le « socialisme dans un seul pays », loin des ambitions de révolution mondiale prônées par Trotski et ses proches.
L’opposition de gauche menée par Trotski dénonce depuis plusieurs années, la bureaucratisation croissante du régime dont Staline serait le représentant direct, et la responsabilité de celui-ci et de ses alliés dans l’échec des révolutions allemande d'octobre 1923 et chinoise de 1927, ainsi que dans l’échec de la grève générale en Angleterre (1925-1926). En effet, sur le demi million d'adhérents que compte le parti bolchevique en 1923, moins de 10 000 ont participé aux débats antérieurs à octobre 1917. Sa base sociale s'est considérablement modifiée depuis la révolution et il ne compte plus que 9,5 % d'ouvriers, ce qui amène l'opposition de gauche à développer le slogan : « Quarante mille membres du parti manient le marteau, quatre cent mille le cartable ». Le « clan » de Staline est rapidement amené à utiliser cette nouvelle caste d'apparatchiks pour isoler la « vieille garde » bolchévique après la guerre civile. Enfin, Trotski est assez mal perçu par ses camarades, qui le perçoivent plein d’arrogance.
Une lutte brutale s'engage alors au sein du Parti communiste de l'Union soviétique (PCUS), ponctuée de violences et de manœuvres d'intimidations. Staline appuie d’abord la « droite » et réprime sévèrement la gauche, tout en utilisant ses pouvoirs de secrétaire général pour nommer ses alliés à des postes importants. Trotski est progressivement écarté du pouvoir : il est chassé du gouvernement dès 1925, exclu du Parti au XVe Congrès (1927), relégué en Asie centrale puis exilé d’URSS en janvier 1929. Ses partisans sont emprisonnés et déportés par milliers dans toute l’URSS, certains se rallient et font leur « autocritique ».
À partir de 1929, Staline reprend et radicalise la politique d’industrialisation jadis prônée par Trotski (dans un contexte économique différent). Il se retourne contre la « droite » du Parti, qui tente de maintenir la NEP et critique notamment ses méthodes de réquisition des céréales. Il monte une campagne contre la spéculation monétaire, dirigée contre Alexeï Rykov, Gueorgui Piatakov et Nikolaï Brioukhanov, qualifiés de « communistes douteux » ; Staline masque toutefois le sérieux de cette attaque en en plaisantant devant le Politburo. Il éliminera Boukharine et Rykov des responsabilités ultérieurement (1928-1929); c’est également à cette période que se tient le procès de Chakhty, premier procès de « saboteurs » et précurseur des procès-spectacle.
En 1929, il est devenu le dirigeant suprême du pays. La célébration de ses 50 ans, le 21 décembre, marque le début d’un culte autour de sa personne, avec notamment un article de chaque dirigeant, dans la Pravda, le désignant chef et héritier de Lénine. Il installe sa dictature, met fin à la NEP et cesse de ménager les paysans. Fin 1929, il lance les mots d’ordre de « la liquidation des koulaks en tant que classe » et de « l’industrialisation à toute vapeur » : le « Grand Tournant » a commencé.

### Le Grand Tournant (1929-1934) et ses conséquences
Dans l’immédiat, le but de Staline n’est pas de construire une société sans classes (objectif officiel du communisme) mais d’assurer la « construction du socialisme dans un seul pays ». Il s’agit aussi de ravitailler au plus vite les ouvriers des villes, soutiens du pouvoir bolchevik, alors que la « crise des réquisitions » (1927-1929) a obligé à restaurer le rationnement urbain et démontré la fragilité du pouvoir. Au-delà, il s’agit d’industrialiser le plus rapidement possible l’URSS en prélevant les ressources nécessaires sur les campagnes, pour moderniser le pays et le rendre capable d’affronter les pays capitalistes en cas de guerre.

#### La collectivisation des terres
Aussi Staline décrète-t-il en 1929 la « collectivisation » des campagnes (dans les faits, une nationalisation) et la « liquidation des koulaks en tant que classe ». La propriété privée est abolie, les terres et les moyens de production des paysans sont confisqués, et regroupés dans les kolkhozes ou les sovkhozes ; les paysans réagirent alors en refusant de faire les semailles.
N’ayant aucune confiance en des autorités qui les avaient déjà affamés huit ans auparavant, les paysans refusent la collectivisation au péril de leurs vies : plutôt que d’abandonner leurs biens à l’État, ils incendient les récoltes et abattent leurs troupeaux (1930-1932). Certaines régions[évasif] sont en proie à de véritables soulèvements armés et l’autorité du Parti-État y est sérieusement ébranlée pendant quelque temps. Certains militants et responsables bolcheviks locaux prennent même parfois parti pour leurs concitoyens, eux aussi au péril de leurs vies; d’autres, pourtant fermes dans leur action, répondent vertement à Staline lorsqu’il les critique pour leurs difficultés, forçant ce dernier à tempérer. Les résistances sont brisées par la violence. Rien qu’en 1929, 1 300 révoltes paysannes sont écrasées. Le 2 mars 1930, pressé de toutes parts y compris par les autres dirigeants comme Kalinine et Ordjonikidze, Staline consent de mauvaise grâce un recul : son article « Le vertige du succès », paru dans la Pravda, réaffirme le « principe de libre adhésion au mouvement kolkhozien », autorisant en creux les sorties de kolkhozes. Ceux-ci se vident aussitôt. Mais à peine la récolte de l’année assurée, des bataillons de volontaires recrutés dans les villes repartent violemment à l’assaut des paysans. L’imprécision de la notion de « koulak » autorise tous les arbitraires : est considéré comme « koulak » tout adversaire réel ou supposé de la collectivisation,. Simon Sebag Montefiore voit dans ce recul de 1930 le début de la méfiance de Staline à l’égard de son entourage.
En peu d’années, 400 000 familles de « koulaks » sont déportés à la hâte en Sibérie dans des conditions inhumaines, et abandonnées à leur sort sur place. L’opération se conclut par une forte mortalité parmi les « dékoulakisés » déportés : on assiste même à des scènes de cannibalisme. D’autres s’enfuient de leurs lieux d’exil et se retrouvent à errer à travers le pays dans des conditions misérables ; la plupart seront systématiquement arrêtés comme « parasites » et liquidés au cours des Grandes Purges.
En 1932, Staline refuse d’écouter les nombreux avertissements, dont ceux de l’écrivain Mikhaïl Cholokhov, qui prédisent que la poursuite des collectes forcées de semences et de céréales mènera à de nouvelles famines. De fait, la famine de 1932-1933 ravage les plus riches terres à blé du pays, en particulier l'Ukraine (Holodomor). L’existence de la tragédie, dont Staline est parfaitement informé, est niée à l’étranger, les exportations de blé et de beurre continuent comme si de rien n’était. De nombreux affamés qui refluent vers les villes sont refoulés par le Guépéou et renvoyés à la campagne. On dénombrera au moins 4 à 5 millions de morts. Staline, aux prises avec les difficultés de collecte, fut un peu plus convaincu de la nécessité de remplacer les cadres en place, au comportement clanique, par d’autres plus durs comme Beria ; il avertit ainsi les dirigeants géorgiens, en visite à Moscou, que « [n]ous […] réduiront en miettes [ces cadres] si le règne des chefs de clans n’est pas éliminé… ». Staline profita d’ailleurs de cette situation pour promouvoir Beria aux postes de premier secrétaire de Géorgie et deuxième secrétaire du Parti de la Transcaucasie, arguant que Beria « résout les problèmes alors que le Politburo se contente de gratter du papier ! ».
Des bandes d’orphelins errants (les bespryzorniki) vont sillonner pendant des années les routes de l’URSS. En quelques années, également, 25 millions de paysans fuient les campagnes où sévissent la violence et la faim, et se réfugient dans des villes condamnées de ce fait à une explosion démographique anarchique.
Constituant la dernière guerre paysanne et l'avant-dernière grave famine qu’ait connue l’Europe (avant celle de 1946-47), la collectivisation intégrale est achevée en 1934, mais les dégâts sont énormes et les paysans enrôlés dans les sovkhozes et les kolkhozes continuent à opposer une résistance passive, sous la forme d'une sous-productivité endémique. En 1935, pour parer à cette résistance, Staline accorde à chaque paysan un lopin de terre (prioussadebnyï outchastok) qu’il peut utiliser librement et dont il peut vendre les produits sur un marché kolkhozien libre. En 1939, ces lopins qui ne représentent que 3 % des terres produisent 25 % des récoltes, plus de la moitié des fruits et des légumes, et 72 % du lait et de la viande.
Les résultats d’ensemble restent donc décevants. En éliminant les « koulaks », l’agriculture s’est privée de ses éléments les plus dynamiques. La production s’effondre. L’ancienne Russie, premier exportateur de céréales au monde sous les tsars, devient définitivement un pays importateur. Le rationnement urbain rétabli en 1927 ne peut être levé qu’en 1935, et on assiste à nouveau à des scènes de famine dans certaines régions[évasif] en 1936-1937.
Grâce à l’exode rural de masse provoqué par la nationalisation des terres, l’industrie du pays bénéficie d’une main-d’œuvre abondante. L’achat à vil prix des récoltes par l’État lui permet aussi de financer l’industrialisation.
L'économie stalinienne avait pour objectif principal le développement, coûte que coûte, de l'industrie lourde. La sidérurgie, la métallurgie et l'armement en sont les principales activités. Cette stratégie a entrainé un grand déséquilibre entre les secteurs économiques. Au niveau des secteurs agricole et des biens de consommation, les pouvoirs publics obligent les agriculteurs à vendre, à très bon marché, leur récolte aux entreprises commerciales. Ces dernières vendent les produits achetés à des prix fortement élevés aux consommateurs finaux dans les villes. Le résultat de ce mécanisme commercial est la baisse des revenus aussi bien des agriculteurs que des travailleurs. Les bénéfices réalisés permettent de financer le secteur de l'industrie lourde.

#### Le système des passeports
Face à l'afflux de paysans appauvris dans les villes, le Parti introduit en 1932 les passeports obligatoires pour les citadins et certains ruraux. Les kolkhoziens, qui n'ont pas le droit à un passeport, se voient de facto privés de liberté de circulation et attachés à leurs lieux de résidence et de travail un peu comme les serfs d'autrefois,,. Cela passe par un changement de regard sur la passeportisation : décrit encore en 1931 dans la Petite Encyclopédie soviétique comme un instrument propre à « un État policier », « particulièrement pénible pour les masses des travailleurs » et « inconnu au droit soviétique », le passeport est ensuite justifié en 1939 par la Grande Encyclopédie soviétique : « La législation soviétique, contrairement à la législation bourgeoise, n'a jamais caché la nature de classe de son système de passeport, utilisant ce dernier en fonction des circonstances de la lutte des classes et des objectifs de la dictature du prolétariat à différentes étapes de la construction du socialisme »,.

#### Planification et industrialisation

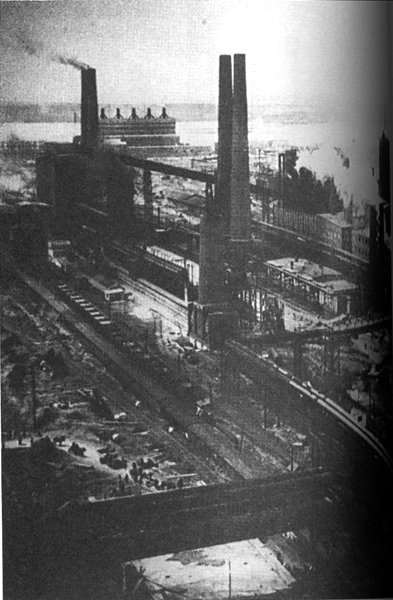
Le combinat métallurgique de Magnitogorsk dans les années 1930 : l'URSS culmine alors la production mondiale d'acier.

Décidé à faire de l’Union soviétique une grande puissance industrielle et militaire capable de protéger et de développer l'héritage de la révolution, Staline décrète la nationalisation de toutes les entreprises et supprime la catégorie sociale des nepmen. Même l’artisanat individuel est interdit, au moins jusqu’en 1936.

Staline charge le Gosplan de la planification de l’économie. Le 1er octobre 1928 est lancé le premier plan quinquennal. Il privilégie l’industrie lourde et les communications au détriment de l’agriculture et des industries de consommation, et fixe des objectifs de production particulièrement ambitieux. L'« industrialisation à toute vapeur » voulue par Staline est lancée, justifiée par ce dernier en ces termes: 

« Ralentir le rythme signifie être à la traîne, et les traînards sont battus ! Mais nous ne voulons pas être battus. Pendant toute son histoire, la vieille Russie a toujours été battue à cause de son retard. »

Celle-ci fait de l’URSS une dictature productiviste vivant dans l’obsession d’accomplir et de dépasser des normes de production toujours rehaussées. Dès 1931, l’objectif officiel est même d’accomplir le plan quinquennal en quatre ans seulement. Le chômage disparaît officiellement, les bourses du travail et les allocations aux sans-emploi sont supprimées dès 1930. La journée de travail est allongée. Le système de la « non-interruption » (nepreryvka), à partir de 1929, supprime la journée hebdomadaire de repos commune : pour que l’URSS soit en activité continue, chacun a ses 5 puis 6 jours de travail et son dernier jour de repos propre.
Pendant toute cette période, de nombreux techniciens et scientifiques étrangers, notamment allemands et américains, sont accueillis en Union soviétique et contribuent à aider et à conseiller leurs homologues soviétiques.
Les résultats sont spectaculaires. En 1940, l’Union soviétique se place au troisième rang des pays les plus industrialisés au monde. Le pays change d’aspect et se couvre de grands travaux, en partie réalisés par les prisonniers du Goulag : canaux, barrages, énormes usines, gratte-ciels, métro de Moscou, ville nouvelle, etc.
Mais cette industrialisation à marche forcée a un prix extrêmement coûteux : le Plan doit être financé par l’inflation (la masse monétaire quadruple en quelques années), par les prêts forcés des travailleurs et des particuliers, ou encore par la remise obligatoire à l’État de tous leurs objets en métaux précieux, gemmes ou pierres fines dont la détention est interdite. L’État développe aussi l’extraction des ressources naturelles, qu’il jette sur le marché international en recourant au besoin au dumping (pétrole de Sibérie, or de la Kolyma extrait par les détenus du Goulag).
Le gaspillage de ressources et d’énergies est considérable, et beaucoup de travaux sont bâclés ou inachevés. Certains se révèlent inutiles, comme le canal de la mer Blanche (1930-1933), coûteux en vies de détenus, et qui n’a presque jamais vu circuler de navire faute d’être assez profond. L’efficacité est souvent sacrifiée au grandiose, à la précipitation et à la propagande. Les décisions politiques priment sur la compétence : les spécialistes, ingénieurs et techniciens, qui sont rarement membres du Parti, sont en effet tenus en suspicion par Staline et ses fidèles, pour qui compte avant tout l’obéissance inconditionnelle aux prescriptions politiques d’en haut.
Socialement parlant, l’industrialisation s’est faite au détriment des industries de biens de consommation et de l’agriculture. Ceci a engendré de grandes souffrances pour les populations, mais a aussi permis d'entamer le développement d'une industrie lourde qui permettra de sauver le pays lors de la Seconde Guerre mondiale. La pression exercée sur la classe ouvrière est telle que le niveau de vie populaire baisse de 40 % au cours du Ier Plan. Les salaires ouvriers ne retrouvent leur niveau de 1928 qu’en 1940. À partir de 1935, le mouvement stakhanoviste patronné par le pouvoir permet l’apparition d’une nouvelle « aristocratie ouvrière », la réintroduction du salaire aux pièces jadis honni, et une nouvelle hausse des normes de production aux dépens des conditions de travail et des salaires. Dès 1931, un livret de travail empêche tout changement d’emploi non autorisé. En 1938-1940, une série de décrets draconiens punissent de déportation au Goulag tout retard répété de plus de 20 minutes.

### De l’apaisement relatif à la Grande Terreur (1934-1940)

#### Du Congrès des Vainqueurs au meurtre de Kirov (1934-1935)
Le XVIIe Congrès du Parti, dit « Congrès des Vainqueurs », semble marquer une volonté d’apaisement. Les pires moments de la dékoulakisation et les difficultés du Ier Plan sont passés. D’anciens opposants sont réintégrés, des mesures d’amnistie partielles sont adoptées à l’égard des prisonniers du Goulag ou des ex-koulaks. Les signes d’ouverture envers les non-membres du Parti se multiplient. La levée du rationnement en ville (1935), l’essor des loisirs et le regain de la consommation marquent un déserrement de la pression politique et sociale. Un tournant conservateur se dessine avec la loi sur la trahison de la patrie, la réhabilitation de la famille et de la patrie « socialistes », le retour à l’académisme, au nationalisme grand-russe, au militarisme.
Soucieux également de se rapprocher des démocraties parlementaires contre le Troisième Reich hitlérien, Staline se fend de déclarations humanistes : « L’homme est le capital le plus précieux » (mai 1935). Une nouvelle constitution est mise en chantier : dite « constitution stalinienne », elle est formellement la plus démocratique du monde, mais reste inappliquée, d’autant que son entrée en vigueur en décembre 1936 coïncide avec le début des Grandes Purges.
En effet, au cours du XVIIe Congrès, Staline mesure aussi la part des réticences envers sa personne : il n’est reconduit au Comité Central qu’en dernier de la liste, 200 à 300 délégués sur près de 1200 ayant rayé son nom. Par ailleurs, il sait qu’une bonne part de la société soviétique reste hostile ou mal contrôlée, et que les transformations brutales qu’il lui a imposées ont engendré bien des mécontents et des déclassés socialement suspects.
Le 1er décembre 1934, Sergueï Kirov est abattu à Leningrad par le mari de sa maîtresse. S’il n’a pas organisé lui-même l’attentat comme on l’a longtemps cru, Staline exploite l’événement pour relancer une campagne de terreur.
Le soir même, le Politburo promulgue un décret qui supprime toutes les garanties élémentaires de défense et rend sans appel les sentences de mort expéditives des juridictions spéciales du NKVD. Sur la base de la loi sur la trahison de la patrie promulguée quelques mois auparavant, dès les jours suivants, des milliers d’habitants de Leningrad sont raflés et déportés. Le 7 avril 1935, Staline étend même la peine de mort aux enfants âgés de plus de 12 ans.

#### Les Grandes Purges: les mécanismes de la terreur de masse (1936-1940)
Entre 1936 et fin 1938, les Grandes Purges entraînent l’exécution de 680 000 personnes et la déportation de centaines de milliers d’autres. En août 1937, Staline autorise personnellement le recours à la torture dans les prisons, et ne l’interdit à nouveau que fin 1938.
Le pays traverse donc une intense période de terreur, de délation et de suspicion généralisée qui brise les solidarités amicales, familiales et professionnelles. Après le premier procès de Moscou, en août 1936, c’est l’année 1937 qui marque le vrai lancement de la « Grande Terreur ».
À court terme, Staline veut fournir à la population des boucs émissaires aux difficultés du quotidien, en rejetant tout le mal sur une pléthore de « saboteurs ». Au-delà, il renforce son pouvoir en liquidant la vieille garde bolchevique, qui sait son faible rôle dans la révolution, et en brisant les réseaux clientélistes et les fiefs personnels que se sont taillés les ministres, les membres du Politburo, ou bien, à tous les échelons, les responsables locaux du Parti et les directeurs de Goulag. Les cadres compétents et les techniciens, qui osent souvent contredire ses objectifs politiques irréalistes, sont aussi particulièrement visés.
Enfin, Staline entend éliminer radicalement tous les éléments socialement suspects et tous les mécontents suscités par sa politique. Alors que les tensions diplomatiques s’accumulent en Europe depuis l’avènement d'Adolf Hitler et que le déclenchement de la guerre d'Espagne en juillet 1936 fait craindre un conflit général, il s’agit d’éliminer tout ce qui pourrait constituer une « cinquième colonne » de l’ennemi en cas d'invasion.
Pour lancer et développer cette terreur de masse, Staline bénéficie du soutien indispensable de ses fidèles, mais aussi du zèle indéniable de nombreux responsables locaux, de bien des policiers et bureaucrates enthousiastes, ou de bien des simples citoyens délateurs.
Les trois procès de Moscou, en 1936-1938, permettent d’éliminer une cinquantaine d’anciens compagnons de Lénine. C’est la face la plus spectaculaire de la liquidation de la vieille garde du parti bolchevik. Staline se débarrasse définitivement de rivaux vaincus depuis longtemps. Il élimine aussi la moitié du Politburo, décime les délégués du XVIIe Congrès, et fait exclure les trois quarts des membres du Parti ayant adhéré entre 1920 et 1935. Toutefois, les purges du Parti ne constituent qu’une très faible part de la répression : selon les calculs de Nicolas Werth, celle-ci toucherait à 94 % des non-communistes.
La Terreur n’épargne en effet aucun organisme : des coupes claires frappent ministères, Gosplan, Komintern, Armée rouge et même les gardes et les chefs du Goulag, ainsi que les policiers du NKVD. Les purgés sont remplacés par une nouvelle génération de cadres qui voue à Staline un culte sans réserves : alors que les anciens dirigeants pouvaient se permettre de le moquer ou d’exprimer leur désaccord avec lui, les jeunes promus de la « génération de 1937 » (Khrouchtchev, Beria, Malenkov, Jdanov, Brejnev, etc.) n’ont connu que lui et le vénèrent, car ils lui doivent tout.
Ne se limitant nullement aux dirigeants, la terreur s’abat sur toute la société. Le 2 juillet 1937, des quotas fixant le nombre de suspects à fusiller (catégorie 1) ou à déporter (catégorie 2) sont envoyés par le centre à toutes les régions. Les responsables locaux, eux-mêmes menacés, rivalisent de zèle pour dépasser ces chiffres et pour demander au Kremlin la « permission » de frapper encore plus de gens : d’où une surenchère sanglante, et une inflation rapide des condamnations. Des 260 000 initialement prévues, on passe vite ainsi à plus de 400 000 arrestations. Staline signe en personne 383 listes de condamnés à mort représentant 44 000 exécutions. Ses fidèles comme Lazare Kaganovitch, Jdanov, Anastase Mikoyan ou Khrouchtchev sont aussi dépêchés dans les diverses républiques pour radicaliser la purge dans le Parti et la population.
Parallèlement, une série d’opérations du NKVD frappe par centaines de milliers certains éléments particulièrement suspectés :
- Le décret no 00447, signé le 30 juillet 1937 par Iejov, frappe par centaines de milliers de dékoulakisés appauvris par la collectivisation, les innombrables vagabonds et marginaux engendrés par cette dernière, les anciens membres des classes dirigeantes et leurs enfants, les « gens du passé » déclassés par la révolution ou par le Grand Tournant[26].
- Tous les individus entretenant ou ayant entretenu des relations avec l’étranger sont sur la sellette. Le corps diplomatique est décimé, de nombreux ambassadeurs rappelés et liquidés, tout comme bon nombre d’agents du Komintern, et certains anciens combattants d’Espagne. La terreur s’étend jusqu’aux espérantophones, aux philatélistes et aux astronomes[43].
- Les minorités nationales frontalières, déjà traitées en suspect par les derniers tsars, puis par les bolchéviques, sont particulièrement exposées. Le 11 août 1937, Iejov signe le décret no 00485 qui entraîne l’arrestation de 350 000 personnes, dont 144 000 Polonais et de nombreux Baltes ou Finlandais : 247 157 seront exécutées, dont 110 000 Polonais (voir répressions soviétiques des citoyens polonais). À la frontière chinoise, 170 000 Coréens sont déportés en Asie centrale, tandis que les ouvriers ayant jadis travaillé sur le chemin de fer soviétique de Kharbin en Mandchourie sont liquidés[44]. Mais c’est aussi la sédentarisation forcée des nomades d’Asie centrale, notamment au Kazakhstan, qui se solde par un désastre démographique et par la perte de nombreuses traditions culturelles[43].
- Le principe de la responsabilité collective fait retomber la « faute » d’un individu à son conjoint, à ses enfants, à sa famille entière, à tout son réseau d’amis, de subordonnés, de collègues et de relations. Par exemple, le 5 juillet 1937, le Politburo ordonne au NKVD d’interner toutes les épouses de « traîtres » en camp pour 5 à 8 ans, et de placer leurs enfants de moins de 15 ans « sous protection de l’État ». Ordre qui conduit à arrêter 18 000 épouses et 25 000 enfants, et à placer près d'un million d’enfants de moins de 3 ans dans des orphelinats[17].

En 1939, à la fin des Grandes Purges — également appelées Grande Terreur —, Staline a éliminé les dernières sphères d’autonomie dans le parti et la société, et imposé définitivement son culte et son pouvoir absolu. Il a pris ce faisant le risque de désorganiser gravement son armée et son pays, alors même que la guerre approche.

### La Grande Guerre patriotique et ses suites (1941-1953)
La Seconde Guerre mondiale va permettre au système stalinien d’étendre son influence.

#### Prélude
Staline a d'abord laissé se produire l’avènement de Hitler en Allemagne (1933) en maintenant la ligne « classe contre classe », qui interdisait aux communistes allemands toute action antinazie commune avec les sociaux-démocrates, considérés aussi tard que jusqu'en juin 1934 par le Komintern comme la menace prioritaire. Pendant les premiers mois du régime nazi, l'URSS cherche même à maintenir avec lui la coopération militaire et commerciale développée sous la république de Weimar.
Lorsque le pouvoir hitlérien se consolide et se révèle bien plus durable qu'attendu, Staline s’inquiète pour la sécurité de l’URSS. Il s'emploie à désarmer l'hostilité du Führer par divers contacts secrets à Berlin ou en faisant modérer discrètement les attaques de la presse soviétique à son encontre. Parallèlement, l'URSS tente aussi un rapprochement avec les démocraties parlementaires, en vue de faire renaître l'alliance de la Grande Guerre. Le Komintern encourage désormais la constitution de Fronts populaires antifascistes, notamment en France et en Espagne. En 1934, l'URSS entre à la Société des Nations. En mai 1935, elle conclut un pacte avec la France. Fin 1936, elle est le seul État à intervenir activement en faveur de l’Espagne républicaine (qu’elle cherche aussi à satelliser).
Cette politique d'alliance échoue face aux réticences de la France et du Royaume-Uni, où le pacifisme et l'anticommunisme restent très puissants, ainsi qu'en raison des purges qui meurtrissent l'Armée rouge et les font douter de la puissance de cette dernière. Les exigences de Staline (notamment le passage des troupes soviétiques à travers la Pologne et la Roumanie) contribuent aussi à faire obstacle à la conclusion d'un accord, notamment à cause de l'opposition de la Pologne du colonel Beck. Le 30 septembre 1938, les démocraties abandonnent la Tchécoslovaquie à Hitler lors de la conférence de Munich, à laquelle l'URSS n'a même pas été invitée. La Pologne profite de l'occasion pour annexer aussi une partie de la Tchécoslovaquie (région de Teschen).
Furieux et doutant de leur volonté de s'opposer réellement à la menace nazie, Staline fait clairement comprendre, lors du XIXe congrès du PCUS (mars 1939), qu'il n'exclut pas un accord avec Berlin pour protéger l'URSS, et que le pays se vendra au plus offrant. Le même mois, le chef de la diplomatie soviétique, Maxim Litvinov (maître-d'œuvre de la ligne antifasciste, époux d'une Britannique et d'origine juive), est remplacé par Molotov. Le 23 août 1939, en l'absence de proposition claire des Occidentaux, le pacte germano-soviétique est signé au Kremlin.
En septembre et octobre 1939, après le partage de la Pologne entre l'Allemagne nazie et l'URSS stalinienne, les régions polonaises à forte minorité ukrainienne (comme la Galicie et Lwow, aujourd'hui Lviv) sont annexées par l'URSS et incorporées au sein de l'Ukraine occidentale, conformément aux protocoles secrets du pacte germano-soviétique. Selon Sabine Dullin, « ces protocoles secrets qui accompagnent, entre le 23 août et le 28 septembre 1939, le pacte signé par Staline avec Hitler sont la matrice de la grande guerre patriotique. Ils resteront un véritable tabou jusqu'à la fin de l'Union soviétique. Ce partage impérialiste avec l'Allemagne nazie transgresse en effet le code d'honneur anti-impérialiste et antifasciste porté par le régime [soviétique] ». En juin 1940, c'est le tour de la Bucovine du Nord et du Boudjak, pris à la Roumanie d'être pris par l'URSS.

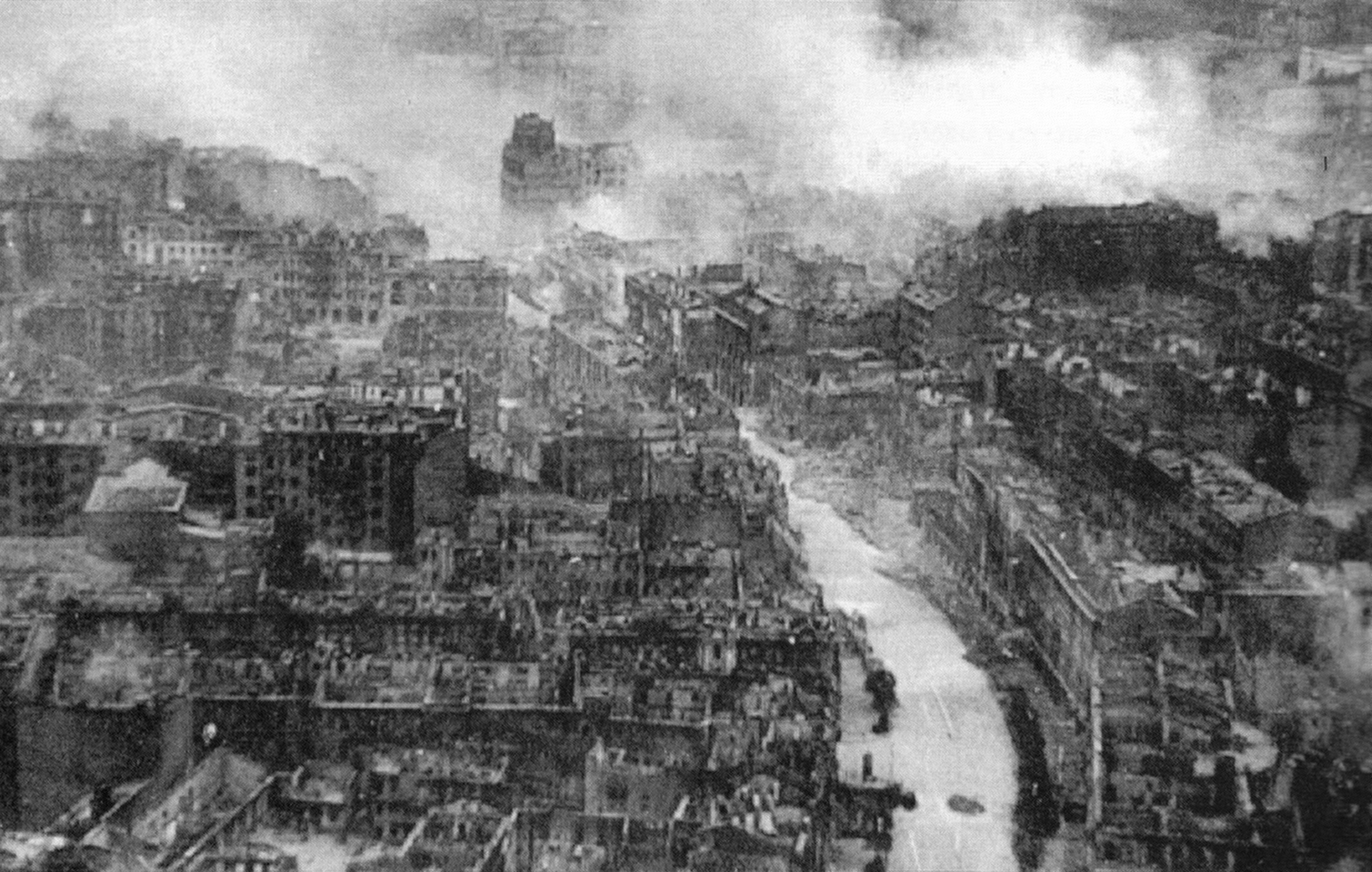

L’URSS met alors à profit ce pacte pendant deux ans, annexant plus de 500 000 km2 et s’accroissant de 23 millions d’habitants. La terreur et la soviétisation forcée accélérée s’abattent aussitôt sur les pays baltes et la Moldavie absorbés, ainsi que sur les territoires pris par l’Armée rouge à la Pologne et à la Finlande, à la suite de la difficile Guerre d'Hiver qui a par ailleurs valu à l'URSS d'avoir été le seul pays exclu de la Société des Nations. Des centaines de milliers d’habitants sont déportés brutalement et arbitrairement, le système économique soviétique imposé tel quel dans ces nouveaux territoires, les cultures locales étouffées, une partie des élites assassinée, en particulier les 20 000 officiers polonais massacrés à Katyń et dans d'autres lieux (voir : répressions soviétiques des citoyens polonais).

#### Du risque d’effondrement à la victoire (1941-1945)
Le 22 juin 1941, Hitler rompt le pacte et l’armée allemande envahit le territoire soviétique (Opération Barbarossa). En quelques mois, la Wehrmacht conquiert une large part de la Russie d’Europe, encercle d’immenses armées et fait prisonniers des millions de soldats, qui seront délibérément affamés et exterminés. Le pouvoir soviétique disparaît sur une vaste zone.

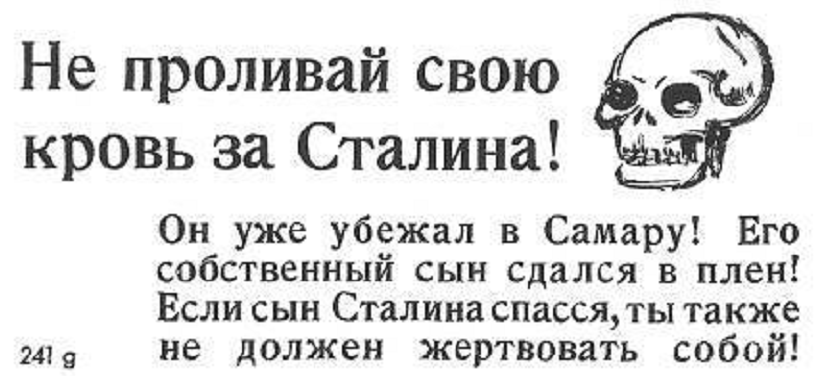
Tract allemand en russe, 1941 : « Ne verse pas ton sang pour Staline ».

Parfois bien accueillis au départ par les populations, les nazis s’aliènent vite tout soutien possible en dévoilant leurs projets criminels prémédités, et en se livrant à une guerre d'extermination raciste contre les populations civiles slaves, tziganes et surtout juives.
Livré à des administrateurs nazis extrêmement brutaux, à l’image du gauleiter Erich Koch en Ukraine, le pays est mis en coupe réglée, et ses habitants, considérés comme des « sous-hommes » sont délibérément affamés. Aucune concession n’est faite aux nationalistes locaux, et l’armée Vlassov, antibolchevique, ne sera utilisée qu’à l’Ouest. Au grand déplaisir des paysans, les structures staliniennes ne sont pas remises en cause, afin de faciliter le pillage des ressources agricoles, et les prélèvements obligatoires sont même aggravés sous peine de mort. Le « décret des commissaires » signé par Wilhelm Keitel avant l’invasion se traduit par le massacre sommaire des commissaires politiques capturés et des membres du Parti. Tortures et massacres de civils sont quotidiens, ou encore les rafles massives de main-d’œuvre à destination du Reich. Première grande tuerie de la Shoah, 1 500 000 Juifs soviétiques sont massacrés sur place par les Einsatzgruppen, parfois avec la participation d’habitants. Connues de part et d’autre du front, ces atrocités rallient largement la population soviétique au régime de Staline, qui incarne désormais la lutte de la nation pour sa survie même.
Malgré ses graves revers des premiers mois, l’Armée rouge résiste, au prix de millions de soldats tués. À la surprise de l’ennemi, elle ne s’effondre pas, et ne cesse dès le premier jour de multiplier les contre-offensives. Les Allemands découvrent que sa qualité combative est infiniment supérieure à ce qu’ils préjugeaient, de même que l’abondance et la qualité de son matériel. Ils découvrent le char moyen T-34, l'un des meilleurs de la Seconde Guerre mondiale, dont ils ne soupçonnaient même pas l’existence. Les Soviétiques engagent aussi contre eux plusieurs réussites techniques comme les katioucha ou « orgues de Staline ». Une politique de terre brûlée radicale fait le vide devant l’envahisseur.
Dès l’invasion, les usines sont démontées et déplacées à l’Est en même temps que 10 millions de personnes. Remontées en Sibérie et dans l’Oural, elles produisent dès 1942 plus d’armes que l’Allemagne nazie, au prix d’énormes efforts consentis par les travailleurs civils. L’URSS bénéficie aussi d’une indispensable aide matérielle des Alliés anglo-américains, abondante et de qualité.
Le patriotisme et le contexte de guerre totale expliquent en bonne part l’endurance des soldats et des civils. Ainsi la cité de Leningrad, soumise délibérément par Hitler à un blocus meurtrier responsable de près d'un million de morts, résiste à un siège de près de mille jours. En restant spectaculairement dans Moscou directement menacée, Staline contribue en personne à galvaniser les énergies et à enrayer un début de panique populaire, avant que l’Armée rouge ne brise aux portes de la ville l’avance d’Allemands à bout de forces (6 décembre 1941). Dans les territoires occupés, de fortes bandes de partisans agissent dès 1941 ; le Kremlin entreprend dès 1942 de les ravitailler et de les replacer sous un contrôle étroit. En juin 1944, la Biélorussie comptera un million de partisans, la plus forte concentration de guérilla de l’Europe occupée.
La guerre change profondément le système stalinien, qui doit faire appel d’emblée au nationalisme le plus poussé et s’associer à l’Église orthodoxe afin de conserver une cohésion nationale suffisante pour repousser les troupes allemandes. Fidèles reflets du parti russe, les partis communistes du monde entier adoptent des lignes patriotiques et ouvertes au dialogue avec les autorités religieuses et avec les formations politiques les plus diverses. Staline assouplit aussi la collectivisation des terres, met en veilleuse la lutte des classes, le réalisme socialiste en art, les contraintes politiques. Des milliers d’officiers de l’Armée rouge jadis purgés sont réintégrés et sortis au besoin du Goulag, tels le futur maréchal Rokossovki ; un million de détenus libérés des camps se battent au front. Le temps est à l'union sacrée et patriotique.
Cependant, la terreur et la nature totalitaire du régime jouent aussi un rôle considérable. Dès 1941 et encore à Stalingrad, des équipes du NKVD se chargent ainsi de mitrailler les soldats qui refluent vers l’arrière. Des officiers et des généraux sont fusillés dès les premiers jours, boucs émissaires des erreurs du Kremlin. Les commissaires politiques surveillent de près les chefs militaires, exposés en permanence à une disgrâce de Staline. Les prisonniers de guerre sont considérés comme des traîtres et officiellement reniés, leurs familles laissées sans aides et passibles de poursuites. Toute défaillance au front vaut l'arrestation. En 1941-1942, ce ne sont pas moins de 994 000 soldats qui sont officiellement condamnés, dont 157 000 exécutés. Encore en 1945, toute critique peut valoir l’envoi au Goulag : Alexandre Soljenitsyne est ainsi arrêté sur le front de Pologne pour avoir mis en doute le génie militaire de Staline.
En 1941, aucun plan d’évacuation des civils n’a été prévu ni esquissé. Les Juifs quant à eux avaient été laissés dans l’ignorance des atrocités antisémites allemandes, et n’ont souvent pas cherché à fuir avant l’arrivée des nazis. Seuls les détenus du régime ont été emmenés dans des marches forcées dramatiques, sauf à être souvent fusillés sur place avant l’arrivée des Allemands. C’est pourtant aussi en pleine avancée ennemie que le NKVD distrait des forces non négligeables du front pour déporter en totalité les Allemands de la Volga, descendants de colons installés au XVIIIe siècle (août 1941). En 1944, une quinzaine de nationalités sont déportées en intégralité, femmes, enfants, militants communistes et soldats décorés compris, sous la fausse accusation de collaboration avec les nazis. Parmi eux, les 600 000 Tchétchènes déportés en six jours seulement (mars 1944), un record historique inégalé.
L’avancée soviétique en Europe de l'Est s’accompagne aussi d’une vague de pillages, viols, rafles et disparitions ; en Allemagne orientale, les troupes sont encouragées à perpétrer des viols massifs « en représailles aux exactions nazies en territoire soviétique », tandis qu’à titre de réparations, une grosse part du potentiel industriel de la future RDA est démonté et expédié en URSS.
Victorieuse devant Moscou, l’Armée rouge sort triomphante de la dramatique bataille de Stalingrad en février 1943, tournant décisif de la guerre. À la bataille de Koursk, le plus grand affrontement de blindés de l’Histoire se conclut par un nouveau succès soviétique. En 1944, le territoire national est reconquis. L’Armée rouge enfonce le front et libère la moitié de l’Europe, poussant jusqu’à Berlin.
Cette position militaire ne peut qu’être ratifiée par les alliés anglo-américains. La conférence de Yalta (4-11 février 1945), tenue en territoire soviétique, confirme Staline comme principal vainqueur de la guerre en Europe. Jusqu’à l’ouverture tardive du second front en Normandie en juin 1944, les forces soviétiques ont porté presque seules le poids de la guerre, affrontant les troupes allemandes les plus aguerries et les mieux équipées. Au moins 85 % des Allemands mis hors de combat l’ont été sur le front de l’Est.
À la fin du conflit, l’URSS devient la deuxième superpuissance mondiale. Ses annexions sont entérinées et elle est membre permanent du Conseil de sécurité de l’ONU. Son prestige international est immense, bien au-delà des cercles communistes ou des hommes de gauche.

#### L’après-guerre: Le second stalinisme et lejdanovisme artistique
Après la souplesse et la relative libéralisation des années de guerre, Staline déçoit tous les espoirs de changement dans la population. Il décide de revenir sans varier au système économique et politique des années 1930, et de l’étendre au tout nouveau « camp socialiste ». Rapidement, des partis uniques forgés sur le modèle stalinien prennent le pouvoir dans les pays de l’Est, tandis que l’Armée populaire de libération de Mao Zedong est victorieuse en Chine (1949).
Surtout à partir de 1947 et de l’avènement de la Guerre froide, toutes les nouvelles démocraties populaires doivent introduire le collectivisme, la planification, le parti unique et autres institutions strictement calquées sur le modèle soviétique. Des représentants du NKVD supervisent la création des polices politiques et des camps de travail. Les armées nationales sont réformées sur le modèle de l’Armée rouge, et un Soviétique d’origine polonaise, le maréchal Rokossovki, devient même ministre de la Défense à Varsovie. Les monnaies sont alignées sur le rouble, un certain nombre d’entreprises placées sous contrôle soviétique, et l’intégration des économies nationales à un bloc dominé par Moscou est confirmée en 1949 par la création du COMECON.
À une série de procès truqués contre les représentants de l’ancien régime (le cardinal Mindszenty en Hongrie par exemple) ou contre les adversaires politiques, en succèdent d’autres contre les communistes locaux soupçonnés de « nationalisme » ou, après la rupture soviéto-yougoslave de 1948, de « titisme ».
Pendant la guerre, des millions de combattants et de civils se sont retrouvés hors d’URSS. Ils y ont découvert des pays au niveau de vie plus haut que le leur, et dont les citoyens avaient d’autres façons de vivre et de penser, parfois bien plus librement qu’eux. Inquiet de la subversion possible, Staline fait déporter au Goulag non seulement les ex-soldats de l’armée Vlassov, mais aussi une partie des prisonniers de guerre rescapés des camps de la mort nazis et des travailleurs civils volontaires ou forcés en Allemagne, tous livrés, à sa demande, par les Occidentaux.
Selon Nicolas Werth, sur les 4 200 000 rapatriés – 2 600 000 civils et 1 600 000 prisonniers de guerre – pour lesquels sont à disposition des informations fiables, 75 % des civils rapatriés, mais seulement 18 % des ex-prisonniers de guerre sont autorisés à regagner leurs foyers. Après un séjour en camp de « filtration et de contrôle », 43 % des prisonniers de guerre sont reversés dans l’armée où ils sont affectés principalement à des tâches de reconstruction pour une durée de trois ans. 23 % des prisonniers de guerre et 12 % des civils contrôlés sont envoyés pour une durée de cinq ans dans des « bataillons de reconstruction » au régime particulièrement dur. Ils sont notamment « mis à disposition » des combinats économiques chargés de la remise en état des mines du Donbass et du Kouzbass. Enfin, environ 7 % du total des rapatriés sont condamnés à une peine de camp ou de relégation. Près des deux-tiers de ceux-ci sont condamnés à des travaux particulièrement durs dans le Grand Nord (mines de charbon de Vorkouta, de nickel de Norilsk).

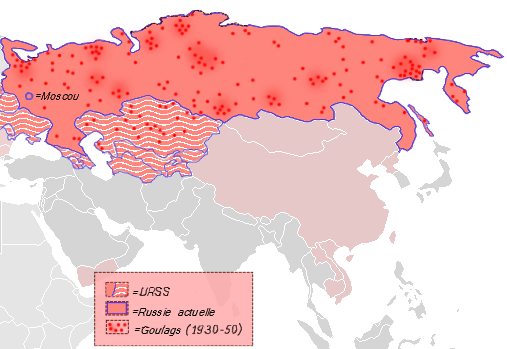
La « Grande Purge » de 1936.

Continuent d’affluer aussi en camp de nombreux Baltes (Estoniens, Lettons, Lituaniens), Caréliens, Polonais, Roumains (Moldaves) ou Ukrainiens de l’Ouest (Ruthènes, Houtsoules) récemment annexés, et les membres ou sympathisants des résistances nationalistes à la fois antinazies et antisoviétiques qui subsistent aux confins occidentaux de l’URSS jusqu’à la fin des années 1940. Ils y rejoignent des centaines de milliers de prisonniers allemands et japonais. En 1948-1949, par ailleurs, une vague d'arrestations frappe de nombreux anciens détenus, renvoyés dans les camps, ou encore les familles des victimes des Purges de 1937, déportées à leur tour.
En 1950, la peine de mort, supprimée en 1947, est réintroduite. Objet d’un culte de la personnalité porté à son paroxysme (particulièrement lors de ses 70 ans le 21 décembre 1949), un Staline vieillissant et soupçonneux règne en opposant les clans les uns aux autres et en terrorisant en permanence son propre entourage. Toutefois, le régime connait une réelle stabilisation : les grandes purges d’avant-guerre ne se reproduisent plus.
Les immenses efforts de la reconstruction, le refus du plan Marshall (1947) et les contraintes de la Guerre froide (armement, accès à l’arme atomique en 1949) entraînent une forte pression productiviste sur les ouvriers, toujours soumis à une discipline de fer et déportés, eux aussi, au Goulag pour « sabotage » s’ils n’arrivent pas à remplir leurs normes de productivité. Pour assurer la suffisance alimentaire et vestimentaire à la population, le « groupe de Leningrad », autour des jeunes dirigeants Kouznetsov et Voznessenski, prône un rééquilibrage en faveur de l’agriculture et des textiles, et aux dépens de l’industrie lourde : ils sont arrêtés (1949) et exécutés (1951).
Quant aux paysans, ils se voient reprendre les terres rognées pendant la guerre sur la propriété collective, et une réforme monétaire (1946) leur ôte les bénéfices personnels réalisés à cette époque. Les réquisitisons en nature obligatoires ne cessent de s’accroître jusqu’à la mort de Staline et une nouvelle famine s’ensuit.
Les intellectuels sont remis au pas par le jdanovisme artistique (1946), violente campagne doctrinale orchestrée par le protégé de Staline, Andreï Jdanov. La poétesse Anna Akhmatova est exclue de l’Union des écrivains, privée de sa carte de rationnement et obligée de faire des ménages dans les institutions pour survivre. Les peintres, les écrivains et tous les artistes sont étroitement surveillés et soumis plus fermement que jamais au dogme du réalisme socialiste. Les compositeurs tels Prokoviev et Chostakovitch sont brimés dans leurs créations et se voient intimer de composer des mélodies « que puissent siffloter les ouvriers au travail ». Le contexte de guerre froide et la réhabilitation d’un nationalisme grand-russe exacerbé entraînent une intensification de la russification des républiques non-russes et de violentes campagnes contre tout ce qui vient de l’Occident, incluant aussi bien la psychanalyse que la cybernétique ou la physique quantique, tandis que les espérantophones sont déportés. Dans les sciences, l’imposture lyssenkiste est à son apogée, ses adversaires épurés ou liquidés.
Au nom de cette lutte contre le « cosmopolitisme », le régime ressort quelques vieux préjugés antisémites de ce qu’il surnomme lui-même « les poubelles de l’histoire » (expression due à Trotski). Dès avant-guerre, le judaïsme a été broyé par les persécutions anti-religieuses, le yiddish et l’hébreu mis hors-la-loi. La section juive du Parti (Yevsektsia) est dissoute pendant les Purges. En 1946, Staline interdit la parution du Livre noir de Vassili Grossman et Ilya Ehrenbourg sur le génocide des Juifs soviétiques par les hitlériens, au motif qu’il véhiculerait une « idéologie nationaliste bourgeoise » (le dogme officiel est qu’ils ont été exterminés en tant que citoyens soviétiques et que communistes, et non en tant que juifs). En 1948, le grand acteur yiddish Solomon Mikhoels est assassiné par le NKGB tandis que les écrivains du Comité antifasciste juif, constitué pendant la guerre pour obtenir l’aide des Juifs américains, sont arrêtés, puis fusillés en 1952. La presse, le théâtre et les écoles juives disparaissent presque totalement.
Après avoir porté à bout de bras la naissance de l’État d’Israël (1948-1949), l’URSS se retourne contre lui dès que les États-Unis apportent leur soutien au nouvel État. À partir de ce moment, en URSS et dans le Bloc de l'Est, la campagne « antisioniste » et « anticosmopolite » devient clairement antisémite (procès Slansky à Prague, dont les accusés sont presque tous juifs, 1952, et obligation pour les communistes juifs de choisir entre le communisme et la judéïté). Staline s’apprête à poursuivre sa campagne antisémite à l’aide du « complot des blouses blanches » (13 janvier 1953) lorsque la mort l'en empêche.

#### La mort de Staline: vers le dégel
Staline disparaît le 5 mars 1953 alors qu’il préparait de nouvelles purges (complot des blouses blanches), notamment l’élimination du chef de la police Lavrenti Beria.
Après la mort de Staline, une direction collégiale est rétablie. Les premières mesures de libéralisation sont paradoxalement dues à Beria : il fait relâcher et réhabiliter les médecins juifs victimes de l’affaire des blouses blanches, et libère un million de détenus (de droit commun) du Goulag. Il est cependant destitué, arrêté (juin 1953) et fusillé (décembre) sur ordre de ses collègues.
Parvenu progressivement au pouvoir, Nikita Khrouchtchev va relancer une certaine libéralisation du régime politique, dite « déstalinisation ». Son rapport au XXe Congrès du Parti (24 février 1956) dénonce le « culte de la personnalité », les violations de la « légalité socialiste » et une partie des crimes de Staline - en fait surtout les fréquentes purges qui déstabilisaient périodiquement le système et faisaient vivre dans la terreur les bureaucrates et les dirigeants eux-mêmes. Les rescapés de la dictature sont globalement libérés du Goulag, et des milliers de réhabilitations prononcées. En 1961, le corps embaumé de Staline est retiré du mausolée de Lénine. Les lois les plus répressives sont abolies, et l’État policier abandonne la terreur de masse au profit d’une répression plus ciblée et sélective. En outre, Khrouchtchev introduit des réformes économiques qui rétablissent des éléments d’économie de marché au sein du système planifié et renforce l’autonomie des directeurs d’usine. Il remet l’accent sur l’élévation du niveau de vie des citoyens.
Ce « libéralisme » ne l’empêche pas d’intervenir militairement contre l’insurrection ouvrière en Hongrie fin 1956. Des partisans de feu Trotsky, assassiné en 1940, regroupés dans la Quatrième Internationale (SU), considèrent la déstalinisation comme une libéralisation de façade du système soviétique, permettant à la bureaucratie de se maintenir. Finalement, Khrouchtchev est lui-même écarté du pouvoir en 1964 : la nomenklatura modelée par le stalinisme est désormais seule maitresse du régime jusqu’au milieu des années 1980, suspendant les réformes et la déstalinisation. C’est en se montrant dès lors incapables de remédier aux dysfonctionnements hérités de l’ère stalinienne (bureaucratisme, absence d’esprit d’initiative et de libertés publiques, pénuries, désastre écologique, déséquilibre des branches au profit d’une industrie lourde de moins en moins adaptée à l’évolution historique…) que les hommes de la « génération de 1937 » préparent l’effondrement final de l’URSS.

## Le totalitarisme stalinien
Le stalinisme est souvent considéré, avec le fascisme et le nazisme, comme l’une des formes du « totalitarisme ».
Remodelant radicalement une société étroitement embrigadée, il affirme ses ambitions de contrôler aussi les esprits et de créer ainsi un « Homme nouveau ».
Système reposant sur la terreur, il tourne sa violence de masse avant tout contre sa propre population,. À ce titre, cet État policier est responsable de près de 700 000 exécutions entre 1929 et 1953, tandis que sur la même période, 18 millions de Soviétiques ont connu la déportation au Goulag et 6 autres millions l’exil forcé au-delà de l’Oural – soit un Soviétique adulte sur cinq. Il faut ajouter les millions de morts des famines, et la somme inquantifiable des destins brisés, de pressions psychologiques et d’angoisses endurées.

### Le culte de Staline
Un véritable culte de la personnalité, rendu au « Grand guide » ou encore « Père des peuples » donne à Staline la possibilité d’affirmer son autorité. Apparu dès 1929, il se radicalise à partir des Purges et de la guerre.
Affiches, photos et défilés célèbrent le « génial Staline », le « guide » (Vojd) « du prolétariat mondial » et « de la patrie », l’homme infaillible, juste et bon qui « construit le socialisme en URSS pour le bien de tous ». Des milliers de rues, de villes, d’institutions et de bâtiments portent son nom, ainsi que le « pic Staline », point culminant de l’URSS, ou les prix Staline, équivalents soviétiques du prix Nobel. Son nom est cité des milliers de fois par jour dans les médias, les discours, les écoles. Son visage est sur tous les murs. Ses portraits géants et ses statues parsèment le paysage urbain.
La moindre critique apparente contre Staline met en péril : des gens disparaissent pour avoir mal orthographié son nom ou enveloppé leur pot de fleurs avec une page de journal comportant sa photo.
Imposé tardivement et artificiellement au Parti comme au pays, le culte de Staline est dépourvu de justification théorique au regard du marxisme-léninisme, comme de son maigre rôle dans la révolution d'Octobre et de son faible charisme personnel. Staline est d’ailleurs obligé d’appuyer son propre culte sur une déification de Lénine, dont il prétend n’être que le meilleur ami et disciple. Devant ses visiteurs, il se plaît à jouer la modestie et à se présenter comme un homme de bon sens, simple et proche des gens. La fonction de son culte est justement d’asseoir sa légitimité historiquement discutable, et de justifier son pouvoir personnel absolu, conquis peu à peu sur ses adversaires et sur ses propres collègues.
C’est aussi une stratégie « populiste » de sa part : tandis que les privilégiés du Parti et de la police sont haïs, Staline apparaît aux simples gens comme un recours contre les abus, et sa figure reste épargnée des critiques. Nombre de ses victimes ont sincèrement cru que Staline était innocent ou ignorant de la terreur qu’il orchestrait contre le pays.
Il s’agit enfin, au pays des tsars, de satisfaire une population habituée à vénérer des figures tutélaires. Le « Grand Guide », estimant que le « peuple russe était tsariste », se plaît d’ailleurs à se comparer aux despotes modernisateurs Ivan le Terrible et Pierre le Grand, considérant notamment Ivan le Terrible comme son « maître », comme il se plaisait à le répéter devant ses camarades.
Au moins jusqu’à la guerre, le culte de Staline est beaucoup moins bien reçu dans les campagnes, décimées par la dékoulakisation, que dans les villes. Il est particulièrement fort dans la jeunesse, qui n’a connu que lui, ou dans la nomenklatura, qui lui doit tout, promus de la « génération de 1937 » en tête. Après la victoire sur les armées d’Hitler, la popularité du « Petit père des peuples » démontre qu’il a réussi à s’identifier à la nation elle-même.

### Staline et les autres dirigeants
Jusqu’aux années 1930, la direction de l’URSS reste collégiale. Staline n’est à ce stade qu’un primus inter pares: les autres pontes du régime n’hésitent pas à le contester et à argumenter avec lui, et lui-même veille à ne pas s’exprimer en premier lors des séances du Politburo laissant Alexeï Rykov, président du Sovnarkom, diriger les débats. C’est au cours de la dékoulakisation, lorsqu’il est contraint par les circonstances à publier l’article Le vertige du succès qui met en pause le processus, qu’il commence à suspecter doute et déloyauté chez ses camarades du Politburo.
Avant cela, les séances du Politburo étaient collégiales et se déroulaient dans une atmosphère bon enfant. Staline considérait ses alliés comme un « cercle très étroit d’amis » et savait que les autres dirigeants pouvaient toujours le mettre en minorité ou le renverser. Les dirigeants échangeaient ouvertement commentaires, avis et plaisanteries, tant à l’oral que par des billets qu’ils se transmettaient, dans lesquels Nikolaï Boukharine faisait à l’occasion montre de ses talents de caricaturiste. En dehors du travail, les membres du Politburo tendaient à partir en vacances ensemble, généralement autour de Sotchi où Staline utilisait sa datcha n°9 favorite, Krasnaïa Poliana. Ils formaient alors ce que Montefiore compare aux fraternités étudiantes nord-américaines, se détendant et s’activant ensemble, et les autres dirigeants rivalisaient pour passer du temps avec Staline. Staline veillait déjà de près à la santé des autres « travailleurs responsables », s’assurant qu’ils prennent tout le repos nécessaire pour mener à bien leurs tâches et leur imposant cures thermales et congés au besoin ; les dirigeants surveillaient leur santé de près et échangeaient constamment à ce sujet, formant ce que Montefiore qualifia de « belle troïka d’hypocondriaques ».
La montée des soupçons de Staline avec la dékoulakisation va de pair avec la montée des complots et conspirations de saboteurs que Staline invente pour faire taire les critiques à ses projets. En 1930, il commence à faire créer de toutes pièces des dossiers d’accusation, d’abord contre Mikhaïl Kalinine et Mikhaïl Toukhatchevski. Ces premières tentatives font long feu : l’accusation contre Kalinine cesse après qu’il a demandé pardon, et Staline, faute de soutien de ses camarades, reconnaît l’innocence de Toukhatchevski. Staline accuse une nouvelle fois Kalinine cette même année, lui reprochant cette fois, comme à Alexeï Rykov, sa proximité avec les « droitistes » ; Kalinine demande à nouveau pardon, ce qui lui est accordé, mais le message est clair : il ne tentera plus jamais de s’opposer à Staline.
Cette même année 1930, devant les menaces contre l’État que Staline fait planer, ses collègues pensent le faire élire à la tête du Sovnarkom. Toutefois, Staline est déjà secrétaire général, et géorgien de surcroît, alors que la majorité de l’Union est russe. Pour éviter les problèmes que cela pourrait causer, Staline pousse la candidature de Molotov, entérinée par le Comité central. La pression des menaces et de la volonté d’accomplir le premier plan quinquennal en quatre ans, ainsi que le comportement clanique des dirigeants — qui tendent à protéger leur personnel des décisions des autres potentats — mènent à des conflits récurrents entre eux, notamment Kouïbychev, Ordjonikidze et Mikoïan qui veulent tous trois démissionner. Staline est alors forcé de louvoyer et tempérer.
Lors de la famine de 1932-33, Staline se montre de plus en plus mécontent de ses camarades, se plaignant notamment de l’alcoolisme et de la fainéantise de Valerian Kouïbychev, de l’hostilité de Sergo Ordjonikidze envers Molotov et Kouïbychev, ainsi que de Stanislav Kossior et de Ian Roudzoutak. Ceux-ci s’opposent davantage à lui ; Vorochilov lui rappela que le Politburo pouvait renverser sa politique, et Martemyan Rioutine publia, le 21 août, son « Appel à tous les membres du parti », plus connu sous le nom de « plate-forme Rioutine », accablant pour Staline et demandant sa déposition. Rioutine fut subséquemment arrêté le 30 septembre et condamné le 11 octobre à dix ans de camp. À cela vint s’ajouter le suicide de sa femme, que Staline, outre son chagrin, perçut également comme un affront personnel, radicalisant son caractère et sa conduite des affaires.

#### Le bolchevisme, la religion de ses cadres?
Simon Sebag Montefiore insiste, dans ses travaux sur l’URSS de Staline, sur l’aspect pratiquement religieux du communisme soviétique :

« Si les bolcheviks étaient des athées, ce n’étaient guère des politiciens « séculiers » au sens conventionnel : ils s’abaissaient à tuer, forts de leur éminente supériorité morale. […] Ils étaient prêts à mourir et à tuer pour leur foi dans le progrès inévitable de l’humanité, en sacrifiant même leurs propres familles, avec une ferveur qu’on ne rencontre que dans les massacres religieux et les martyres du Moyen Âge — et au Moyen-Orient. […] Les « porte-glaives » se devaient de croire avec une foi messianique, d’agir avec la cruauté requise et de convaincre les autres qu’ils avaient raison d’en user ainsi. »

De fait, les dirigeants assumaient d’un certaine manière ce rôle religieux : Staline lui-même décrivit à Beria le bolchévisme comme « une sorte d’ordre militaro-religieux ». De même, le fils d’Anastase Mikoïan qualifia son père de « fanatique bolchevique », et la « foi » des Molotov était telle qu’ils discutaient des œuvres de Lénine et Staline qu’ils devaient lire dans leur lettres d’amour. De nombreux bolcheviques, tels des moines-soldats, passaient leurs nuits à lire des articles sur le marxisme et le matérialisme dialectique pour améliorer leur connaissance des « écritures sacrées ».

### Propagandes et mobilisations
Coupés du monde extérieur, privés de tout point de comparaison, les Soviétiques sont étroitement encadrés et embrigadés de la naissance à la mort, et soumis à une propagande de masse omniprésente et permanente. Presse, radio, théâtre, livres, cinéma, affiches, monuments ou institutions diffusent les mêmes mots d’ordre, glorifient uniformément le régime, ses réalisations et ses chefs, enfin stigmatisent pareillement ses ennemis désignés. La jeunesse est enrôlée dans le Komsomol. Le discours officiel, ou « langue de bois », devient la grille de lecture obligatoire du réel, dont il masque aussi tous les aspects gênants. Le culte obsessionnel du secret et le travestissement de la réalité laissent les masses dans l’ignorance de ces derniers.
Le pouvoir encourage l’émulation. Il exalte les héros du travail, stakhanovistes ou kolkhoziens d’élite, couverts de médailles, d’honneurs et de privilèges matériels. À chaque campagne de production ou d’épuration, les cellules du Parti et la population doivent réagir comme un seul homme, et multiplier les meetings, les défilés et les résolutions « spontanés » qui manifestent leur plein accord avec la direction du pays.
Les visiteurs étrangers sont habilement pris en main par l’Intourist, qui parvient souvent à leur cacher les faces sombres du réel soviétique et à ne leur en montrer que les succès. En 1932, le régime parvient ainsi à faire visiter Kiev et l’Ukraine affamée à l'ancien président du Conseil français Édouard Herriot sans que celui-ci ne remarque rien. Peu nombreux sont les communistes ou les compagnons de route lucides qui osent avouer à leur retour leurs doutes et leurs déceptions, à l’image d’André Gide (Retour de l'U.R.S.S., 1936).

### Surveillance, terreur et délation
Le régime encourage la délation de masse. Par la presse, le cinéma, l’école ou la littérature, il incite chacun à dénoncer les « suspects », « espions » et autres « saboteurs », et à surveiller ses proches et sa propre famille. Il entoure d’un intense culte posthume le jeune mouchard Pavlik Morozov, tué dans des circonstances obscures en 1932, et présenté en exemple à toute la jeunesse soviétique.
Les paysans des kolkhozes et des sovkhozes sont surveillés au travers des MTS (stations de machines et de tracteurs) qui ont le monopole de l’outillage moderne dans les campagnes et qui, avec leurs sections politiques, sont les yeux et les oreilles du pouvoir. Jusqu’à la mort de Staline, ils sont soumis à des impôts en nature et à des prélèvements obligatoires souvent exorbitants, fixés en dépit de la réalité.
La Loi des Cinq Épis, promulguée le 7 août 1932 en plein Holodomor, punit de Goulag tout « vol de la propriété socialiste ». Une mère ayant dérobé de quoi empêcher ses enfants de mourir de faim sera donc déportée. Cette loi terrifiante est responsable de centaines de milliers d’arrestations et de déportations. En 1946, une loi similaire a des conséquences comparables, quoique de moindre ampleur.
Dès 1931, les ouvriers doivent avoir un livret de travail et ne peuvent changer d’emploi sans autorisation. Or, au nom de l’industrialisation, la classe ouvrière doit subir des conditions de travail extrêmement dures : salaire aux pièces, longues journées, multiplication des accidents, suspicion généralisée contre les « saboteurs » réels ou supposés. Aucune protection ne s’offre à elle : la grève est impossible, les syndicats ne sont que des relais du pouvoir, le commissariat au Travail est dissous en juin 1933. Après les soulèvements ouvriers de juin 1932 à Ivanovo, toute résistance physique disparaît pour une trentaine d’années. Entre 1938 et 1940, une série de décrets draconiens punissent d’envoi au Goulag tout retard répété de plus de 20 minutes : ces décrets sont responsables de deux millions de condamnations en un an, et de onze millions jusqu’à leur abolition en 1957.
Dès l'époque de Lénine, nombre de Soviétiques sont discriminés en raison de leurs origines sociales. Ces « gens du passé » (byvchie ljudi) et autres « éléments socialement dangereux » (catégories vagues qui englobent des droits communs ou des marginaux autant que d'ex-petits commerçants, des hommes d'Église ou des rejetons de l'ex-aristocratie) sont des cibles prioritaires de la surveillance et de la répression. Dès 1929, on compte ainsi 4 millions de Soviétiques privés de tous leurs droits civiques (lichensty), et discriminés avec leurs enfants dans l'accès au logement, au travail, à l'éducation supérieure, etc.
Dès les années 1920, ces catégories font l'objet de rafles régulières dans les villes, et déportées par milliers. Pendant les années 1930, leur nombre s'accroît des centaines de milliers de dékoulakisés échappés des campagnes ou évadés de leur lieu d'exil, ainsi que d'une masse de nombreux ex-artisans dépossédés, ex-nepmen, petits trafiquants, délinquants juvéniles… tous victimes des transformations brutales de la société soviétique. Elles seront victimes prioritaires des Grandes Purges, en particulier du décret 00447 de Iejov signé le 30 juillet 1937.
À partir du 28 décembre 1932, aucun citoyen ne peut plus se déplacer, se loger ou travailler sans son passeport intérieur (propiska). L'oublier chez soi suffit à être déporté en cas de contrôle. À la 5e ligne figure l'indication de la nationalité, ce qui facilite les discriminations ou les déportations ultérieures. Dans l'immédiat, les campagnes d'enregistrement permettent de « débusquer » en masse les « koulaks » réfugiés qui se cachent en ville, les Tziganes, les membres des classes déchues, et autres « éléments socialement dangereux ». Ils sont alors déportés. Les centaines de milliers d'habitants qui se voient refuser leur bulletin d'identité domicilié là où ils vivent perdent tout accès légal aux moyens d'existence (travail, logement).

### La main de fer de Staline sur le pays: le NKVD
Rarement égalée dans l'histoire humaine, la toute-puissance de l'État policier stalinien a durablement meurtri et marqué l'ensemble des peuples soviétiques, mais aussi indirectement et de manière très contrastée et polémique, l'imaginaire occidental, avec des représentations quasi religieuses décrivant la société soviétique comme un « paradis des travailleurs » se purgeant de ses parasites, ou bien, au contraire, comme un enfer absolu.
Quoi qu'il en soit, des millions de personnes généralement innocentes ont disparu du jour au lendemain, arrêtées la nuit à domicile, interpellées en pleine rue, ou bien raflées et déportées par trains entiers, ce qui laissait aussi le reste de la population dans l'angoisse que son tour survienne et dans une attitude d'attentisme et de soumission. Prenant en masse le chemin des prisons et du Goulag, ces « esclaves du XXe siècle » ont peuplé le plus vaste réseau de camps de travail jamais organisé .

#### Le Service de la sécurité de l’État, ou GUGB
L'État policier stalinien est l'héritier direct de la Tchéka, première police politique soviétique, fondée le 20 décembre 1917 par Félix Dzerjinski, et remplacée en 1922 par la Guépéou. Selon les mots de Soljenitsyne, c'est le « seul organe répressif dans l’histoire de l’humanité à avoir concentré entre ses mains : la filature, l’arrestation, l’instruction, la représentation du ministère public [i. e. l’accusation], le jugement et l’exécution de la sentence. ».
Allié étroitement dès les années 1920 à l'appareil policier, Staline confère à la police politique un rôle central dans son système, et n'hésite pas à étendre la terreur policière aux membres du Parti et aux dirigeants eux-mêmes. En 1934, l'Oguépéou ou Guépéou est incorporée au tout nouveau Commissariat du Peuple aux Affaires Intérieures, en abrégé NKVD, en tant que GUGB (prononcez guéouguébé), ou Direction générale de la sécurité de l'État. Le NKVD, qui n'était à la base qu'un ministère de l'Intérieur, devient par cette adjonction un outil très puissant au service de Staline, qui le contrôle par ses fidèles Iagoda (1934-1936, exécuté en 1938), Iejov (1936-1938, exécuté en 1940) et enfin Beria (exécuté en 1953). En 1937, il compte 370 000 fonctionnaires, et un vaste réseau de mouchards.
Le NKVD est responsable de la police, des prisons, des lieux d'exil pour « colons spéciaux », et des camps de détention. Il est chargé des grandes « purges » planifiées par Staline et des déportations de masse au Goulag. Son rôle est de surveiller, d'arrêter, d'interroger, parfois de torturer ceux qui sont arrêtés pour des motifs souvent dérisoires, parfois inexistants. D'une redoutable efficacité, il est l'instrument par lequel Staline met tout le pays au pas, châtiant toute erreur supposée, écrasant toute opposition, toute déviance, même insignifiantes ; et, plus encore, c'est l'instrument qui plonge toute l'URSS dans une terreur permanente.
Également chargé de l'espionnage hors des frontières, ses opérations s'étendent à l'étranger, avec l'enlèvement en plein Paris des généraux tsaristes Koutepiov (1930) et Miller (1937), l'assassinat de Trotsky au Mexique en 1940, ou la disparition du leader du POUM Andrès Nin en 1937 à Barcelone.

#### Façade d’Etat de droit et procès truqués
Le NKVD peut arrêter arbitrairement n'importe qui, des dignitaires du parti aux kolkhoziens les plus pauvres, à n'importe quel moment, sous n'importe quel prétexte. Il y a toujours une façade juridique : la loi sur la trahison de la patrie (1934), et surtout le célèbre article 58 du code pénal de la RSFSR, dont les 26 alinéas extrêmement vagues fournissent la base juridique pour accuser d'une large gamme de « crimes » et de « trahisons ».
Les personnes mises en état d'arrestation ne revoient souvent plus leurs proches ; elles sont interrogées, jugées lors d'une parodie de procès par les troïkas ou l'Osso du NKVD, puis exécutées ou déportées.
Bien que Staline ait hypocritement proclamé que « le fils n'est pas responsable des fautes du père », l'URSS pratique depuis ses origines la responsabilité collective : le crime réel ou supposé entraîne l'arrestation de la famille et des proches du coupable. Par exemple, quand le commissaire général Gamarnik se suicide pour ne pas participer aux purges de l'Armée rouge, sa femme reçoit huit ans de camp comme « épouse d'ennemi du peuple », puis une fois au camp, 10 ans supplémentaires pour « aide à un ennemi du peuple ». Elle meurt en déportation en 1943. Leur fille est envoyée dans un des orphelinats du NKVD, où, à sa majorité, elle reçoit une peine de 6 ans de Goulag comme « élément socialement dangereux ».
Même les gens ayant purgé leur peine ne sont pas hors d'affaire : ainsi en 1948-1949, on arrête en masse les victimes des purges de l'année 1937 qui ont achevé leurs 10 ans de camp, ainsi que leurs enfants. Bien des détenus libérés n'ont pas le droit de rentrer chez eux, restent encore longuement assignés à leur lieu d'exil, ou bien la règle des « 101 kilomètres » leur interdit d'approcher les grandes villes à moins de cette distance.

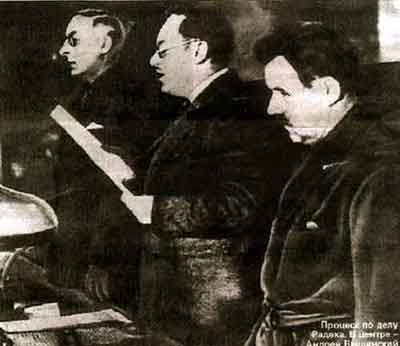
Le procureur Vichinsky aux procès de Moscou (janvier 1937).

Dès 1928, la police est aussi chargée par Staline d'organiser des procès truqués spectaculaires qui fournissent à la population des boucs émissaires aux difficultés du quotidien. Les inculpés, soumis à de longues tortures morales et physiques, exposés à des représailles sur leurs familles, sont contraints de s’accuser eux-mêmes d’espionnage et de sabotages imaginaires, ainsi que de crimes délirants. Les « aveux » et « révélations » de chaque procès préparent les suivants, chacun mettant d'autres gens en cause à la barre.
Les principaux procès-spectacles furent :
- En 1928, les ingénieurs « saboteurs » de Chakhty (11 condamnés à mort, 6 exécutés).
- En 1930, le procès du « Parti industriel ».
- En 1933, le procès des ingénieurs britanniques de la société Vickers.
- En 1936-1938, les trois célèbres procès de Moscou, où sévit le sinistre procureur général Vychinski, contre la « vieille garde » du parti bolchevik.
- En 1945, procès de 16 envoyés du gouvernement polonais de Londres, arrêtés à leur arrivée en URSS.

Toute l'Union soviétique connaît en fait, à divers niveaux, des procès publics spectaculaires (sans oublier ceux qui se déroulent à huis clos, comme pour les 29 assassins prétendus de Kirov, fusillés en décembre 1934). La pratique est étendue aux démocraties populaires après la guerre.

#### L’autre versant du système: le Goulag
Plus célèbre aujourd'hui que le NKVD, le Goulag (abréviation de Direction générale des Camps) était l'administration du NKVD responsable des camps de détention et de travail forcé disséminés dans tout le pays, des Îles Solovki dans la mer Blanche jusqu'à la fameuse et mortifère Kolyma, en Sibérie extrême-orientale.
L'« archipel du Goulag » constitue en URSS stalinienne un véritable monde à part, avec sa population, ses mœurs, sa géographie, ses institutions et son économie propres.
Véritable État dans l'État (la « petite zone » en jargon détenu, le reste du pays étant la « grande zone »), le Goulag a la haute main sur des régions entières : le Dalstroï gère avec la Kolyma un territoire grand comme la France, et nombre de camps ont l'étendue de plusieurs départements… Il aurait compté 476 ensembles concentrationnaires entre 1929 et 1953, recouvrant une variété infinie de bagnes spéciaux, d'isolateurs, de camps mobiles ou fixes. Jusqu'à 18 millions de Soviétiques sont passés sous ses ordres, certains pour plus de 15 ou 20 ans, ainsi que des ressortissants de 110 nationalités. Un proverbe russe disait : « Qui n'a pas été déporté le sera ».
Le tsarisme utilisait de longue date ses bagnes pour réprimer les éléments hostiles, tout en peuplant et en russifiant du même coup la Sibérie et autres régions lointaines. Pendant la guerre civile russe, la Tchéka a déjà recours à l'internement des suspects et des ennemis dans des camps. Ceux-ci n'ont pas de fonction productive, ne sont qu'un moyen répressif parmi d'autres, et n'abritent qu'une population relativement limitée. Cependant, ils créent un précédent, et ne disparaissent pas avec la défaite des Blancs. Le 1er juin 1923 est inauguré le bagne des îles Solovki : il est généralement considéré comme le laboratoire des pratiques-clés du Goulag stalinien. Pour la première fois, les détenus politiques y sont mélangés aux criminels de droit commun (les ourkis, dont les violences terrorisent les autres prisonniers), et la ration y est proportionnelle au travail fourni : le détenu qui n'accomplit pas sa « norme » mange moins, sans qu'importent ses besoins réels.
Avec le Grand Tournant de 1929-1930, la population carcérale et concentrationnaire explose d'un coup. L'afflux massif de paysans dékoulakisés et la déportation en camp de travail pour faute professionnelle ou politique (or tout peut constituer une faute) fournissent soudain une main-d’œuvre inépuisable pour la construction de grands aménagements, ou l'extraction des richesses naturelles. En peu d'années, les camps prolifèrent, leur réseau couvre tout le pays. Le zek ou détenu devient une véritable catégorie sociale à part entière, et le Goulag se voit attribuer un rôle économique très important.
En 1931-1933, le creusement meurtrier du Belomorkanal (canal de la mer Blanche) par 100 000 détenus équipés de pics et de brouettes rudimentaires, est le premier des grands travaux (inutilisable) du Goulag. Il est suivi du canal Moscou-Volga-Don, de routes et de lignes de chemin de fer en Asie centrale et en Sibérie (BAM, Siblag). Des « camps volants » coupent le bois dans la taïga. Des détenus aident à l'industrialisation de l'Oural, au remodelage des grandes villes, à la construction de la nouvelle Moscou et de son métro. Le Goulag permet aussi d'extraire l'or et l'uranium de la Kolyma, le nickel de Norilsk, le pétrole de Petchora, le charbon de la Vorkouta. Après-guerre vient la construction de barrages hydro-électriques sur la Volga et les fleuves sibériens. Les dernières années de Staline sont marqués par certains projets mégalomanes que même les administrateurs du Goulag jugent en silence irréalisables : le plan Davydov prévoit ainsi de fertiliser les déserts et la Sibérie, et la construction de la « Voie morte », une ligne ferroviaire en pleine toundra marécageuse sur le cercle polaire, sera abandonnée à la mort du dictateur sans avoir jamais pu faire circuler un train<.
Tout s'accomplit dans des conditions climatiques souvent extrêmes, avec peu d'outils, de nourriture et de protection, et sans souci de la vie et de la santé des détenus. Le Goulag est dépourvu de machines et d'outillage moderne, et il freine même la mécanisation et à la modernisation de l'URSS, puisque l'on sait pouvoir se reposer sur l'exploitation de cette masse corvéable à merci. Beaucoup d'énergies sont gaspillées, la qualification de nombreux détenus reste inutilisée - sauf dans les charachka, développées après guerre par Beria, où des savants et des techniciens prisonniers travaillent dans une stricte discipline, mais avec de meilleures conditions de vie.
Les plans et les normes irréalistes, la déportation chaotique et pêle-mêle de n'importe qui, les mauvaises conditions de vie et de travail ont contribué à désorganiser le Goulag, sans compter les fusillades des Purges ou la famine au cours de la guerre. Le Goulag n'a jamais eu non plus les moyens de ses ambitions : trop éloignés, livrés comme toute l'URSS à l'incurie, à la corruption, au vol et au système D, la plupart des camps ne reçoivent et ne distribuent qu'un ravitaillement insuffisant. Sa bureaucratie pléthorique (1 fonctionnaire pour 12 détenus) coûte cher sans bénéfice aucun aux zeks. Enfin, les détenus se protègent en pratiquant en masse la « truffe » (trouffa), c'est-à-dire le travail bâclé ou simulé.
La fonction répressive du Goulag semble donc bien l'avoir emporté sur les tâches de production. Il n'a jamais représenté guère plus d'un pour cent de la production industrielle soviétique. Régulièrement déficitaire, « le pays en est même réduit à payer fort cher le plaisir de le posséder » (Soljenitsyne). Les successeurs de Staline ne chercheront donc pas à maintenir ce système concentrationnaire hypertrophié et contre-productif.

#### La population concentrationnaire: leszeks
Les camps ont retenu des effectifs variables, constamment changeants, et à la composition très mouvante. Le million de zeks est atteint avec les afflux massifs des Grandes Purges, mais l'invasion allemande vide les camps de nombreux hommes valides, relâchés et envoyés au front. Ceux qui restent sont les détenus politiques, les femmes, les hommes trop jeunes ou trop âgés, exposés à une surmortalité effarante (25 % de décès selon Anne Applebaum) en raison de leur vulnérabilité à la famine générale que la guerre cause dans le pays et dans les camps. Les années d'après-guerre marquent l'apogée historique du Goulag : après 1945, il détient en permanence deux à trois millions de personnes.
Il faut leur ajouter les deux à trois millions de « colons spéciaux » (paysans dékoulakisés et minorités nationales, déportés par familles entières) : ceux-ci ne vivent pas en camp, mais n'en sont pas moins des exilés astreints à résidence, et des citoyens de seconde zone surveillés et discriminés, ainsi qu'une main-d'œuvre docile et bon marché.
La composition des détenus évolue sans cesse. Dans l'ensemble, les détenus « politiques » (kontriki) n'ont jamais représenté plus de 10 % du total. Les intellectuels, auteurs de la plupart des témoignages, sont moins de 1 % des captifs. Le Goulag a d'abord frappé les catégories populaires : 92 % des détenus en 1935 n'ont pas ou peu d'instruction. Les femmes d'abord très minoritaires passent avec la guerre de 7 à 26 % des détenus. Les paysans dékoulakisés et les victimes des Purges et des lois répressives forment le gros des déportés d'avant-guerre. Les purgés restent souvent des communistes sincères, ou de bons citoyens convaincus d'être victimes d'une simple erreur : choqués par leur arrestation, terrorisés par leurs codétenus truands, ils ne comprennent pas pourquoi ils se retrouvent là, et ne peuvent opposer que peu de résistance.
Dékoulakisés et purgés deviennent après 1945 moins nombreux que les prisonniers de guerre de l'Axe, les collaborateurs de l'armée Vlassov, les nombreux soldats arrêtés au front à la moindre peccadille, les rescapés soviétiques des camps nazis, ou encore les nombreux partisans à la fois antisoviétiques et antiallemands déportés en masse d'Ukraine, des pays baltes ou de Pologne avec les civils sympathisants. Ces catégories ont en commun de s'être battues armes à la main, d'être soudées et organisées, et de savoir pourquoi elles sont là. Elles ne se laisseront donc pas faire : c'est pourquoi l'après-guerre voit au Goulag une forte expansion du nombre de grèves, d'éliminations violentes des mouchards et des truands à la solde des gardiens, de révoltes.

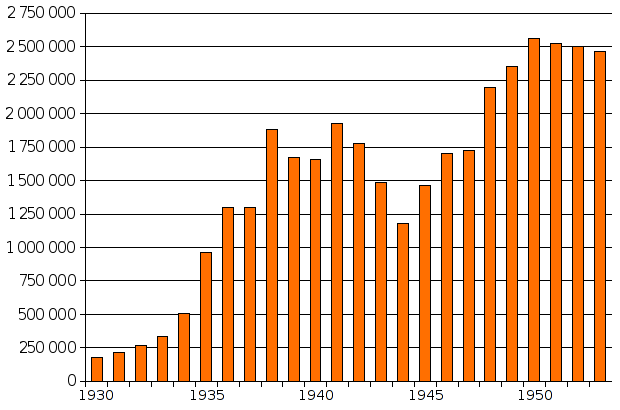
Évolution du nombre de prisonniers du Goulag stalinien (1930-1953)

Les condamnations au Goulag sont toujours prononcées à terme (la perpétuité n'existe d'ailleurs pas en URSS). Des libérations de détenus méritants ou « rééduqués » existent, des amnisties partielles aussi. Il est donc très fréquent de sortir du Goulag (et non moins fréquent d'y revenir). Les recherches récentes démontrent l'ampleur de la rotation permanente des détenus : en 1940, 57 % des prisonniers du Goulag sont des condamnés à moins de cinq ans de prison.
C'est ce qui explique que la mortalité, certes lourde, reste très limitée au contraire des camps de concentration nazis, le Goulag n'ayant pas de finalité homicide. Sur 18 millions de détenus passés au Goulag, seuls un à deux millions y sont décédés. Dans la majorité des camps et la plupart des années, le taux de décès (4 % par an en moyenne) est même à peine supérieur à ce qu'il est dans le reste de l'URSS. Les camps les plus durs comme le Belomorkanal, la Kolyma ou Vorkouta ne dépassent pas les 5 à 10 % de mortalité annuelle, un taux terrifiant mais largement inférieur à ceux des camps nazis<refWerth 1997. À titre de comparaison, 40 % des Français déportés par les nazis entre 1942 et 1944 étaient morts à la libération des camps en 1945. Il faut ajouter qu'une partie de cette mortalité est due aux Grandes Purges qui entraînent au Goulag les mêmes fusillades de masse que dans le reste du pays.</ref>.
Par ailleurs, s'il ne manque pas de gardes ou de commandants indifférents, brutaux ou sadiques, les relations entre l'encadrement et les détenus sont loin d'être toujours inhumaines, au contraire des traitements radicalement déshumanisants des kapos et des SS dans les camps nazis. Beaucoup de gardes sont d'ailleurs d'anciens détenus librement engagés après leur peine, ou en cas de purges, se retrouvent avec leurs anciens prisonniers derrière les barbelés. Enfin, un certain nombre de détenus sont restés sur place après leur libération du camp : ils ont souvent continué à servir comme travailleurs libres dans les mêmes entreprises qu'avant.
À la mort de Staline, une vague de révoltes accélère la décomposition d'un Goulag déjà en faillite. En mars 1953, Beria amnistie un million de détenus de droit commun (rien n'ayant été préparé pour les accueillir et les réinsérer, cette masse déferle sur le pays en commettant une vague de vols, de viols et de meurtres traumatisante). À partir du rapport Khrouchtchev de février 1956, la masse des « politiques » est libérée à son tour. Beaucoup de camps ferment. En 1960, l'administration du Goulag est officiellement dissoute, et la Loubianka cesse d'être une prison : l'ère du système concentrationnaire de masse est définitivement révolue.
Cependant, les camps resteront un moyen de répression jusqu'à la dissolution de l'URSS – sans parler d'innovations sinistres auxquelles Staline lui-même n'avait pas songé, comme l'internement sous Khrouchtchev et sous Brejnev des dissidents dans des hôpitaux psychiatriques, ou le travail forcé dans les prisons.

### Peuples déportés, rafles massives et prisonniers de guerre
Dès avant-guerre, Staline considère les minorités frontalières comme suspectes par définition, et en prévision du conflit qui approche, ordonne pendant les Grandes Purges de 1937-1938 la déportation préventive de centaines de milliers de Polonais, de Finnois, de Lettons, mais aussi, à la frontière asiatique, de nombreux Chinois et de 170 000 Coréens qui se retrouvent en Asie centrale. Lors du pacte germano-soviétique, l'URSS brise toute résistance à la soviétisation forcée en déportant de 1939 à 1941 plus de 300 000 Polonais nouvellement annexés, ainsi que de nombreux Moldaves, Baltes, etc.
Des forces non négligeables sont ensuite distraites du front en pleine offensive allemande de l'été 1941, afin de déporter la totalité des Allemands de la Volga et du reste de l'URSS, descendants de colons présents depuis deux siècles. Au printemps 1944, sous la fausse accusation de collaboration, quatorze peuples représentant deux millions de victimes, dont l'intégralité des Tchétchènes, des Ingouches, des Tatars de Crimée, des Kalmouks, des Karatchaïs, etc. sont déportés collectivement en Sibérie et en Asie centrale. La déportation des 500 000 Tchétchènes, femmes, enfants, militants communistes et soldats décorés compris, fut accomplie en six jours par le NKVD en février-mars 1944, ce qui reste à ce jour la plus intense déportation de l'Histoire. Les biens des peuples déportés furent cédés à des colons russes, leurs républiques autonomes souvent supprimées et leurs villes débaptisées, et en 1949, un décret du Soviet Suprême déclara que les peuples « punis » resteraient exilés à perpétuité. Ces mesures ne furent abrogées que sous Khrouchtchev puis sous Gorbatchev.
À la reprise des Pays baltes, de l'Ukraine et de la Pologne orientale (1945), de nouvelles déportations massives au Goulag frappèrent les simples suspects, les collaborateurs locaux des nazis, mais aussi les résistants nationalistes qui s'étaient battus à la fois contre les Allemands et les Soviétiques et qui refusèrent souvent de déposer les armes, enfin les populations civiles accusées à tort ou à raison de soutenir ces derniers. Selon Anne Applebaum et Jean-Jacques Marie, 6 à 10 % des populations baltes ou moldave se trouvent ainsi en déportation à la fin des années 1940. Des rafles massives de suspects ont également lieu au fur et à mesure de l'avancée de l'Armée rouge en Europe de l’Est : ainsi disparut sans retour comme des milliers d'autres, en février 1945 à Budapest, le héros du sauvetage des Juifs Raoul Wallenberg.
Il faut leur ajouter les centaines de milliers de soldats soviétiques déportés pendant la guerre pour « défaillance » ou pour esprit critique, tel Alexandre Soljenitsyne arrêté sur le front de Pologne en février 1945 pour avoir mis en doute le génie militaire de Staline. De nombreux anciens prisonniers de guerre, débris de l'armée Vlassov, travailleurs civils volontaires ou forcés en Allemagne, furent également traités en coupables à leur retour au pays, et allèrent former la génération d'après-guerre des captifs du Goulag. Quant aux centaines de milliers de prisonniers de guerre allemands et japonais, les derniers ne furent relâchés qu'au milieu des années 1950.

## La société soviétique sous Staline
Alors que le monde entier s'enfonce dans la Grande Dépression, l'URSS des années 1930 ignore le chômage et sort spectaculairement de son arriération, sans même l'aide de capitaux étrangers. Elle engendre une société radicalement inédite, non capitaliste, dont la nature est très débattue à l'extérieur. En 1936, la « constitution stalinienne » proclame même la disparition effective des classes sociales en URSS.
Dans les faits, les modernisations et certains succès réels n'empêchent pas la persistance des pénuries et des inégalités. Et la population ressent spontanément la largeur du fossé qui se maintient entre « nous » et « eux » (bureaucrates, policiers et dirigeants privilégiés).

### Une population entre modernisations…

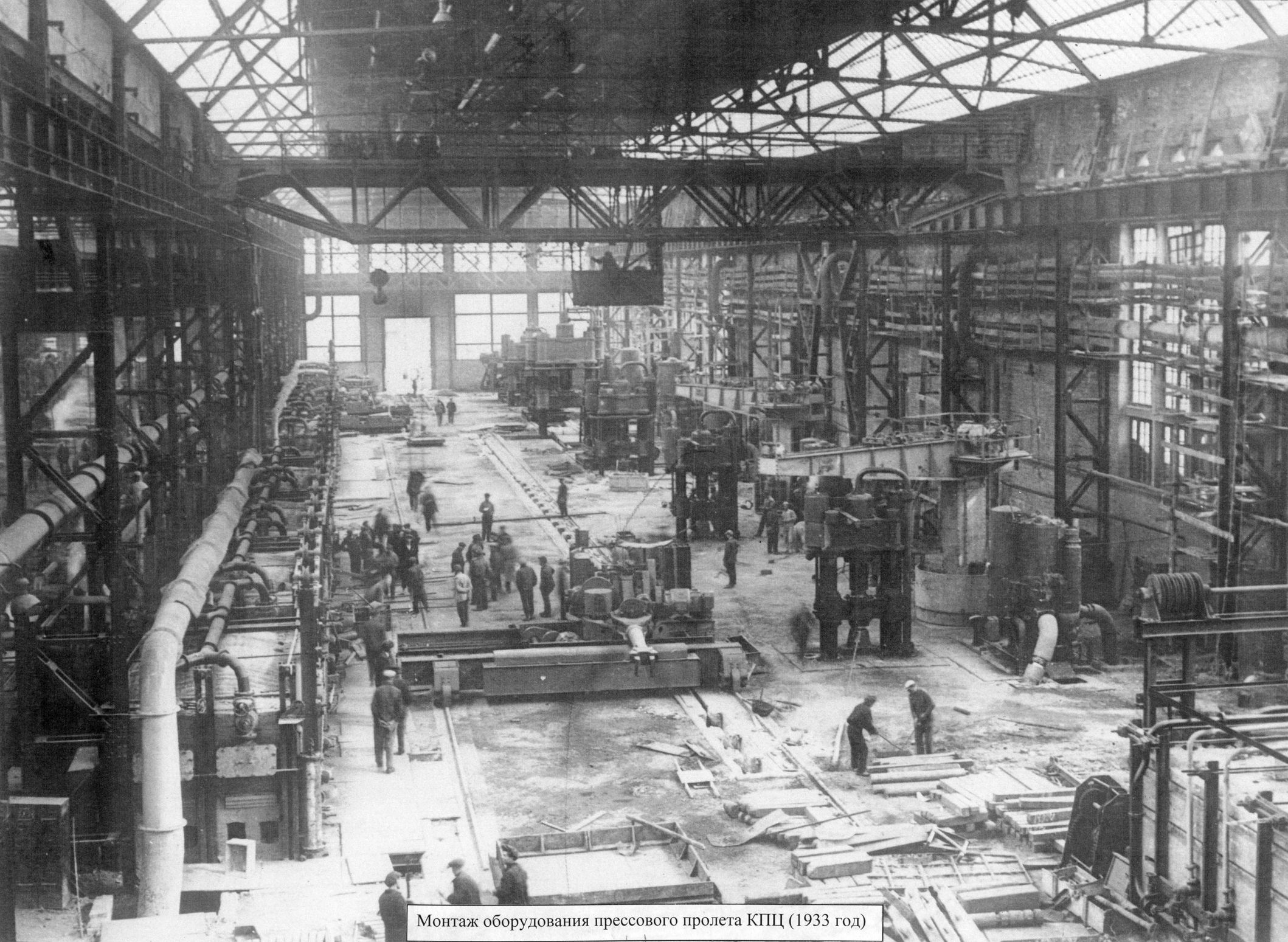
L'usine de locomotives de Louhansk en 1933 : un héritage industriel de l'époque tsariste.

L'industrialisation est un succès relatif. L'URSS se dote d'une gamme complète d'industries nationales et comble en partie son retard sur l'Occident. Le stakhanovisme permet d'introduire en usine une version soviétique du fordisme et le taylorisme, i. e. du travail à la chaîne moderne. La production se développe, même entravée par la lourdeur bureaucratique, par la méfiance du stalinisme envers les spécialistes et les techniciens, ou par les fréquents revirements liés aux purges politiques.
Les succès sont suffisamment positifs pour intéresser les autres pays, y compris aux États-Unis où certains tiennent l'économie planifiée façon soviétique comme un modèle de développement. Le système stalinien est donc un relatif succès… du point de vue capitaliste.
Dans les campagnes, l'effort considérable de mécanisation et d'électrification n'existe pas que dans la propagande. Malgré les dysfonctionnements nés de l'inexpérience, des incuries ou des hâtes, la modernisation du monde rural progresse après le choc de la dékoulakisation.
Prolongeant les efforts des années 1920, le régime fait reculer massivement l’analphabétisme, passé de 43 % à 19 % entre 1926 et 1939. Il consent un effort immense pour l’enseignement primaire, l’Université et la formation professionnelle. Les enfants scolarisés dans le primaire passent dans les années 1930 de 11 à 30 millions, les élèves du secondaire de 3 à 18 millions. Partout les écoles de formation pour adultes se multiplient. Le nombre d'ingénieurs croît de façon exponentielle, et la frénésie d'études des Soviétiques comme leur amour de la lecture sont notés par tous les observateurs. L'URSS apprend à se passer des spécialistes étrangers (spetz), progressivement éliminés : le dernier disparaît en 1934.
Cependant, l'éducation renoue avec le conservatisme et l'académisme : les innovations pédagogiques de l'ère léninienne sont désavouées dès 1932, tous les manuels scolaires révisés (décret du 16 mai 1934).

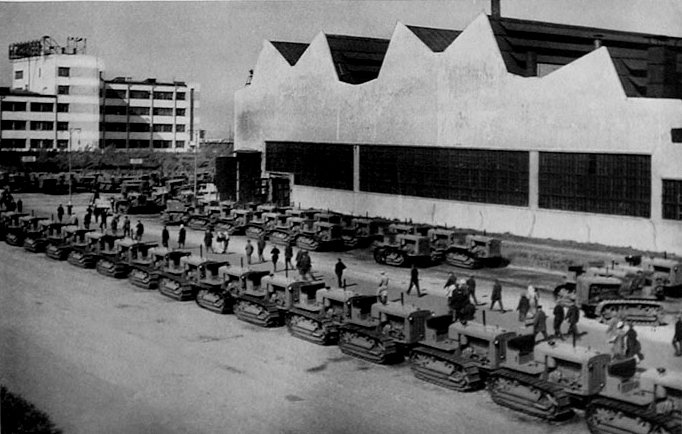
Usine de tracteurs de Tcheliabinsk dans les années 1930, reconvertie en fabrique de chars d'assaut pendant la Seconde Guerre mondiale.

La classe ouvrière passe de 11 à 38 millions de membres entre 1928 et 1933. L'urbanisation progresse considérablement : à la fin du Ier Plan, les villes sont passées de 18 % à 32 % de la population. Mais cette explosion anarchique s'explique avant tout par l'afflux incontrôlé de 25 millions de paysans chassés des campagnes. Moscou passe ainsi de 2 à 3,6 millions d'habitants en quelques années. À titre d'exemple encore, Sverdlovsk, dans l'Oural industriel bondit de 150 000 à 3 600 000 habitants, et des villes nouvelles entières surgissent du désert : ainsi Magnitogorsk, ou encore, grâce au Goulag, Karaganda et Magadan.

### … et pénuries
Au début des années 1930, la dékoulakisation a entraîné la fuite anarchique et imprévue de 25 millions de ruraux. Les villes soviétiques explosent et se peuplent de marginaux, de vagabonds et de sans-abris. Dans les villes nouvelles industrielles, bien des ouvriers vivent dans des baraquements insalubres et surpeuplés. Beaucoup de villes souffrent du manque d'hygiène, de sécurité, d'infrastructures, de transports en commun.
La population citadine doit s'entasser dans les kommounalka, ces appartements collectifs apparus après 1917, et qui hébergent plus de 80 % des citadins, souvent à une famille par pièce. Dans bien des logements, la promiscuité forcée nuit à la vie privée, favorise les tensions quotidiennes et facilite souvent la délation.
Autre conséquence de la collectivisation et des famines, l'URSS s'installe dans les pénuries alimentaires chroniques. Le beurre, la viande, le lait, les œufs deviennent introuvables, le pain et tous les produits courants sont rationnés. La queue devant les boutiques (otchered) devient durablement un spectacle quotidien en URSS, et une véritable institution, avec ses codes et ses coutumes (par exemple, la possibilité de s'éloigner sans perdre sa place). Néanmoins, il n'en est pas moins vrai que certaines couches sociales ne sont pas soumises à ces restrictions alimentaires quotidiennes : les membres du Parti (qui sont au nombre de 4 millions de personnes en 1928) s'approvisionnent dans des endroits réservés aux élites.
En réaction au manque de nourriture, les cantines d'usine se multiplient, le chapardage sur les lieux de travail devient une pratique de survie banale et vigoureusement réprimée, le marché noir et les trafics en tout genre fleurissent, le règne du système D s'installe. L'inégalité devant le ravitaillement est considérable : il existe ainsi une quinzaine de catégories rien qu'au sein de la classe ouvrière. Quant aux dirigeants et la bureaucratie, ils ont accès aux magasins spéciaux bien approvisionnés.
L’homo sovieticus ne peut espérer s'en sortir que s'il bénéficie de protections, d'un réseau de relations bien placées, du blat (« piston ») indispensable. Un proverbe populaire dit alors : « mieux vaut avoir 100 amis que 100 roubles ». De véritables réseaux clientélaires se nouent à tous les échelons de la société soviétique.

### Arts, sciences et culture sous le stalinisme
Le 23 avril 1932, toutes les organisations artistiques existantes sont dissoutes. Elles font place en 1934 à l'Union des Artistes. Celle-ci impose aux créateurs le dogme étroit du « réalisme socialiste » et revient à un académisme des plus classiques. Le désaveu des innovations esthétiques est durement ressenti par beaucoup : ainsi le grand poète Maïakovski se suicide dès 1930.
Les minorités nationales avaient connu dans les années 1920 un puissant renouveau culturel qui inquiète Staline, soucieux de ses prolongements politiques possibles. Le maître du Kremlin revient à la centralisation et à la russification forcée de l'époque tsariste. L'enseignement en russe est rendu obligatoire dans toute l'Union en mars 1938, les langues non russes doivent abandonner leurs alphabets propres au profit exclusif du cyrillique. Le rôle historique et dirigeant de la nation russe est exalté.
Les bibliothèques sont épurées. Des secteurs spéciaux sont même ouverts pour entasser les livres interdits (spetskhran), dont la liste s'allonge sans fin. De nombreux ouvrages sont censurés, expurgés ou réécrits. Dès 1932, Staline met sous tutelle l'Institut Marx-Engels de Moscou en faisant arrêter et déporter l'érudit bolchevik David Riazanov. L'histoire est réécrite en permanence, et de nombreux documents constamment retouchés et truqués, afin de présenter de Staline comme le plus proche ami de Lénine et le coauteur de la révolution d'Octobre, pour gommer le rôle voire l'existence de ses opposants et victimes, ou pour justifier chaque nouveau changement de ligne politique. Il s'agit aussi de falsifier le passé pour attribuer à des Russes la paternité de toutes les grandes inventions.
Enjeu important, la statistique est objet de toutes les pressions et les truquages. En 1932, l'opposant Rioutine écrit dans un texte clandestin : « Seul un homme désespérément idiot peut croire à la statistique stalinienne ». Ainsi en 1939, le recensement faisant apparaître l'absence de 17 millions de Soviétiques, Staline escamote ces résultats et exécute les responsables. De nombreux économistes sont aussi victimes du stalinisme, ainsi Kondratiev, découvreur des cycles économiques.

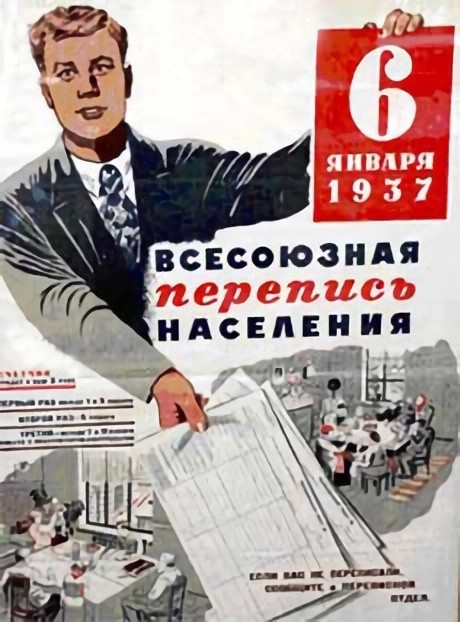
Appel au recensement, 1937. Les résultats ayant dévoilé un déficit de 17 millions de personnes par rapport aux prévisions, ils seront censurés.

Le régime intervient même dans les débats de linguistique : les théories de Marr sont proclamées les seules bonnes du point de vue de la lutte des classes, ses adversaires pourchassés, avant que le désaveu de Marr dans les années 1950 n'entraîne des ennuis à ses partisans.

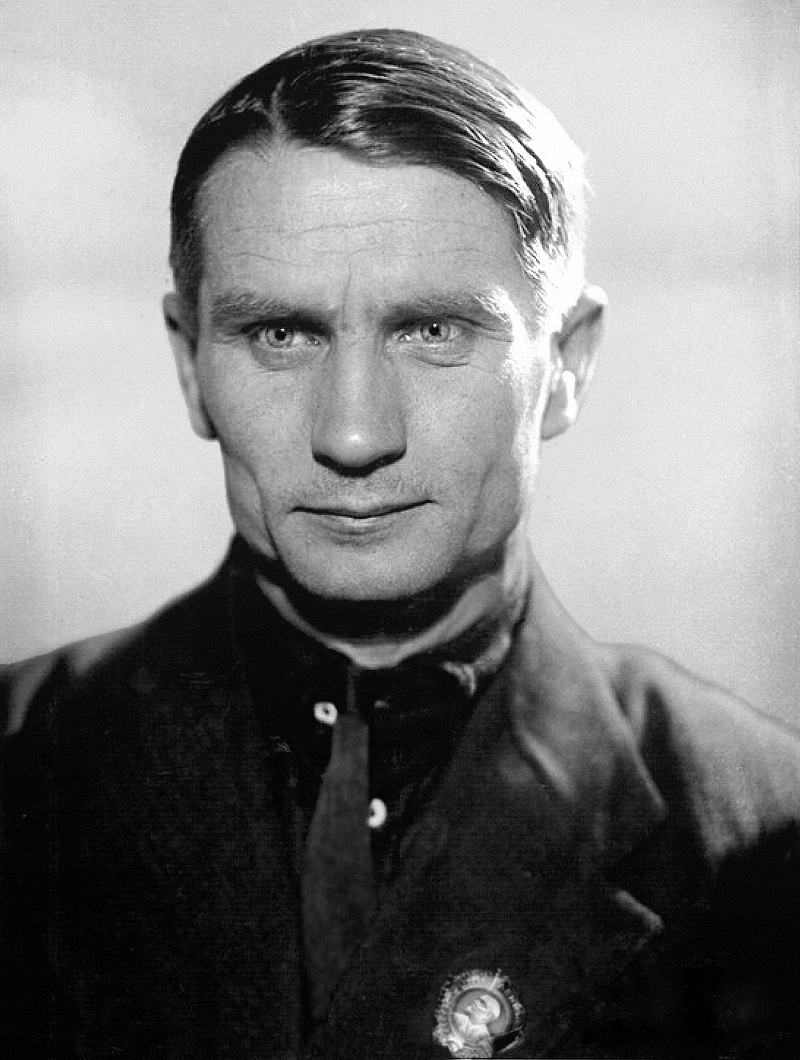
Trofim Denissovitch Lyssenko, théoricien officiel de la « science prolétarienne ».

Le lyssenkisme reste selon des historiens de la science de loin l'ingérence la plus désastreuse du régime dans le champ scientifique. Sous l'influence du biologiste Trofim Lyssenko, le régime déclare fausses les lois de Mendel sur l'hérédité. Les tenants de la « science bourgeoise » sont persécutés et parfois éliminés physiquement, ainsi Nicolaï Vavilov, mort au Goulag en 1943. La génétique soviétique, jusque-là l'une des plus brillantes du monde, sort ravagée du lyssenkisme. Ses conséquences sur le retard agricole de l'URSS sont considérables.
D'un autre côté, l'industrie nucléaire prend son essor, avec la fondation, dès 1943, de l'Institut Kourtchatov, la création du complexe nucléaire Maïak entre 1945 et 1948, de l'Institut panrusse de recherche scientifique en physique expérimentale en 1946. L'URSS est ainsi en mesure de faire son premier essai nucléaire en 1949.
Les sportifs sont embrigadés au service du régime et de sa propagande. Les exploits des pilotes soviétiques, très populaires, sont exaltés et récupérés par le régime. Jusqu’en 1952, par ailleurs, l’URSS se tient en dehors du mouvement olympique international, avant de faire sa rentrée sur la scène mondiale aux JO d’Helsinki.
Le jeu d'échecs fait l'objet d'une instrumentalisation comparable et est institué jeu national en 1932 lors du Congrès des joueurs soviétiques qui proclame « Nous devons une fois pour toutes condamner la formule, les « échecs pour les échecs » comme « l'art pour l'art ». Nous devons organiser des brigades de choc de joueurs d'échecs et nous mettre à la réalisation d'un plan quinquennal des échecs ».

### La vie religieuse sous Staline
Le Grand Tournant est d'abord un prétexte à relancer la persécution religieuse qui sévissait déjà sous Lénine. Pendant la collectivisation, les églises sont systématiquement dépouillées, les popes traqués et déportés. Les édifices religieux sont souvent fermés, détruits ou reconvertis en bâtiments non-religieux. La cathédrale du Christ Sauveur est spectaculairement dynamitée pour faire place à un grandiose palais des Soviets qui ne verra jamais le jour. Le 15 mai 1932, un Plan quinquennal de l'athéisme soutenu par la ligue des militants athées est même adopté avec le slogan : « Plus de Dieu en 1937 ! ».
La richesse ou le pouvoir passés de l'Église orthodoxe n'expliquent pas seuls la politique antireligieuse de l'État, puisque les autres cultes ne sont pas mieux traités. La répression touche ainsi également les musulmans ou les quelques bouddhistes des républiques d'Asie centrale, ou le lamaïsme en Mongolie.
Le culte juif est sans doute le plus éprouvé de tous : dès 1937, il ne reste plus que 50 synagogues ouvertes, alors qu'il en existait des milliers sous le régime pogromiste et antisémite des tsars. Dès l'époque du Ier Plan, les synagogues sont dépouillées et fermées, des milliers de rabbins arrêtés, les célébrations juives interdites, les pratiques comme la circoncision éradiquées - il n'y aurait dès la fin des années 1930 pas plus de 10 % des Juifs à être circoncis. L'hébreu et le yiddish[réf. nécessaire] sont proscrits, les membres de la section juive du Parti (Yevsektsia) n'étant pas les moins acharnés aussi bien à détruire le judaïsme religieux qu'à liquider la presse, l'édition ou les écoles spécifiquement juives, même lorsque sans implications religieuses.
Après les Grandes Purges et avec la campagne antisémite d'après-guerre, il ne reste pratiquement plus en URSS aucune possibilité d'expression culturelle[réf. nécessaire] ou religieuse spécifiquement juives. Quant à l'expérience du Birobidjan, République juive créée en Extrême-Orient par le pouvoir, elle se solde selon l'auteur Renée Nerher-Bernheim par un fiasco.
Lors du recensement de la population de 1937, 57 % des adultes interrogés répondirent : « oui » à la question « Êtes-vous croyants ? ». À Pskov en 1937, 57 % des nouveau-nés sont baptisés, et le NKVD estime que 180 000 habitants de Leningrad se rendent à la messe, soit plus encore que quelques années plus tôt.
Des popes errants parviennent à dire la messe chez des particuliers. Les sectes et les groupes religieux dissidents se multiplient[réf. nécessaire]. Dans les campagnes, les kolkhoziens continuent à chômer d'eux-mêmes nombre de fêtes religieuses, et les nouveaux ouvriers des villes ne sont pas en reste.
La guerre oblige[réf. nécessaire] Staline à se rapprocher de l'Église orthodoxe, laquelle a d'emblée donné la priorité absolue à la lutte contre l'envahisseur et se rallie au pouvoir sans états d'âme. La Ligue des Sans-Dieu est dissoute dès l'été 1941. En 1943, un synode peut se réunir pour élire le nouveau patriarche. Des dignitaires religieux sont reçus officiellement au Kremlin, et ordonnent de prier pour Staline et pour la victoire. Certains lieux de culte sont rouverts, l'assistance aux messes connaît un regain indéniable, et le nombre de mariages religieux une forte poussée. Il n'est pas rare que l'Armée rouge soit accueillie dans les territoires reconquis par des villageois en procession qui lui présentent leurs icônes. Des mesures de libéralisation profitent aussi aux juifs et aux musulmans.
La collusion de l'Église orthodoxe avec le régime peut aller assez loin : ainsi en 1945, Staline lui fait attribuer les biens volés aux uniates persécutés (de rite grec mais reconnaissant l'autorité du pape). En mars 1953, des responsables orthodoxes défilent même en hommage devant le cercueil de Staline.
Toutefois, la campagne antireligieuse se rallume après la guerre : si 70 % des lieux de culte existant en 1917 étaient fermés en 1935 (et 95 % en 1940), leur nombre se maintient encore à 85 % en 1945, et la liberté religieuse en URSS restera problématique bien après la mort de Staline, jusqu'à l'arrivée de Gorbatchev au pouvoir.

### Une politique de plus en plus réactionnaire
Au début des années 1930, le stalinisme rompt avec certains « acquis » révolutionnaires du temps de Lénine et revient au nationalisme grand-russe ainsi qu'à une vision plus traditionaliste de la société, de l'art, de l'éducation. Les dirigeants sont ainsi, de fait, encouragés à un comportement et un langage châtié. Molotov censura une vulgarité de Lénine, « merdeux », estimant le mot « déplacé dans les milieux du Parti »; Kaganovitch, quant à lui, dit de Demian Bedny, dont il trouvait les vers trop crus, qu’« être un poète prolétarien ne signifie nullement qu’on doive s’abaisser au niveau des qualités négatives de nos masses ». Montefiore résume la situation en disant ironiquement que « les bolcheviks étaient censés se comporter les uns avec les autres comme de bons bourgeois ».
Staline restaure ainsi la libre consommation de la vodka, monopole d'État très utile au budget du temps des tsars. Les innovations pédagogiques postérieures à 1917 sont remises en cause, les recherches de nouvelles formes esthétiques dans les arts découragées. Une politique nataliste interdit l'avortement en 1936, et à nouveau après les saignées de la Seconde Guerre mondiale. Le divorce est rendu plus difficile, l'homosexualité réprimée, la « famille socialiste » exaltée.
Loin de l'austérité des années de révolution et de guerre civile, le régime encourage les nouvelles couches dirigeantes (ainsi que les bénéficiaires du stakhanovisme et de l'industrialisation) à consommer et à se distraire. Staline donne le ton en personne quand il proclame que « la vie est devenue meilleure, la vie est devenue plus gaie » (1935).
À partir de 1933-1934, se développe une culture des loisirs. Ceux qui le peuvent se livrent avec frénésie à la découverte du jazz, du charleston et autres musiques américaines. Ils jouissent de la multiplication des cinémas ou des parcs de loisirs. L'Union des républiques socialistes soviétiques fait réapparaître les automobiles de luxe privées, et se dote même d'une industrie de produits de beauté, confiée à la femme de Molotov,. En 1935, on voit même le régime autoriser le sapin de Noël, sous le nom d'« arbre du nouvel an ».
Après avoir liquidé physiquement une bonne part de la vieille garde bolchévique pendant les Grandes Purges, Staline s'entoure d'une nouvelle génération de dirigeants qui n'a pas fait elle-même la révolution, et qui n'a guère de scrupules à s'écarter de l'internationalisme ou de l'égalitarisme des fondateurs. La nomenklatura et ses protégés jouissent sans états d'âmes de privilèges multiples : datcha, villégiatures au bord de la mer Noire ou en sanatorium, domesticité, magasins spéciaux, facilités d'études pour les enfants…
Les symboles mêmes du régime portent témoignage d'un renoncement croissant à l'héritage léninien et d'un retour au traditionalisme, accéléré par la guerre. La « patrie socialiste » est l'objet d'un culte inédit, sensible dès 1934 avec la notion pénale de « trahison de la patrie socialiste » et la création du titre de Héros de l'Union soviétique. Le titre de maréchal est restauré dès 1935, suivi après 1943 par les uniformes et les grades de l'ancienne armée impériale. Hautement symbolique à elle toute seule en tant qu'emblème du militarisme et des privilèges de l'Ancien Régime, l'épaulette est remise à l'honneur. L'Internationale cesse en 1944 d'être l'hymne soviétique pour être remplacée par un chant patriotique qui mentionne le nom de Staline. Les « décrets » redeviennent dès 1936 des oukazes comme aux temps tsaristes, et en 1943, les camps spéciaux les plus durs du Goulag, les katorga, empruntent leur nom au bagne impérial. En 1946, les « commissariats du peuple » ne sont plus que de classiques ministères, et l'Armée rouge prend le nom officiel d'Armée soviétique. Il n'est jusqu'au nom du Parti qui ne change : au XIXe Congrès du PCUS(b) (novembre 1952), peu avant sa mort, Staline fait abolir la référence au bolchevisme conservée jusque-là dans le nom du Parti.
À l'extérieur, Staline achève de confirmer la renonciation officielle à l’internationalisme et dissout le Komintern en mai 1943. À ses yeux, la révolution ne doit pas s'étendre par des insurrections dans chaque pays (qui risqueraient d'échapper à son contrôle et d'attirer des complications diplomatiques à l'URSS), mais au travers de l'Armée rouge.

### La société soviétique face au pouvoir: résistances et adhésions
Régime de terreur de masse imprévisible, le stalinisme met potentiellement chaque citoyen en danger d'être arrêté, déporté ou fusillé sous n'importe quel prétexte. Ses ambitions exigent par ailleurs d'énormes sacrifices des masses. D'où sa popularité problématique, mais aussi les limites que le totalitarisme rencontre dans sa volonté d'embrigader les populations et de remodeler les esprits.
L'adhésion enthousiaste d'une partie de la société n'est cependant pas qu'une illusion ou qu'un produit de la propagande. La sortie rapide et spectaculaire de l'arriération ancestrale, les exploits des stakhanovistes et des « kolkhoziens d'élite », la foi communiste, la communion dans le culte de Staline ont joué un grand rôle. La victoire de la Seconde Guerre mondiale, qui a vu le régime capable de repousser la menace d'extermination nazie, a sans aucun doute soudé la plus grande partie des Soviétiques autour de leur dirigeant suprême. Enfin, le régime a servi d'ascenseur social pour bien des privilégiés.

#### La base sociale de Staline: le Parti, la bureaucratie et les «promus»
Dans la lutte pour le pouvoir, Staline l'emporte parce qu'il a su constituer autour de lui le groupe de fidèles et de soutiens le mieux soudé. Il a aussi la main haute sur le recrutement des cadres, l'appui de la police politique et celui de la bureaucratie naissante. Plus brillant mais solitaire, Trotsky se voit reprocher son adhésion tardive au Parti bolchevik, et la nomenklatura naissante apprécie peu ses critiques contre ses privilèges.
Dès 1924, une « promotion Lénine » permet à Staline de faire entrer au Parti plus de 200 000 nouvelles recrues, généralement d'extraction populaire, souvent illettrées, sans passé politique ni formation doctrinale. Les compagnons de Lénine, pour la plupart des intellectuels d'origine bourgeoise ou noble, sont noyés dans la masse, et déphasés par rapport à ces nouveaux venus qui se reconnaissent plus facilement en Staline et lui font allégeance personnelle. Cette « plébéianisation du Parti » (Marc Ferro) et sa bureaucratisation fournissent une base sociale au stalinisme naissant.
L'étatisation intégrale de l'économie lors du Grand Tournant (1929-1934) entraîne inévitablement une nouvelle prolifération de bureaucrates : toute une masse de « promus » (vydvijentsy), souvent d'humble extraction et pas toujours compétents, prend la responsabilité des kolkhozes et des sovkhozes, des entreprises d'État qui se multiplient, ou des camps du Goulag en expansion.
Mais ce sont aussi les ouvriers stakhanovistes, les « travailleurs de choc » (oudarniki), les kolkhoziens d'élite qui forment le soutien du stalinisme, ou encore certains écrivains et artistes officiels couverts de prébendes. Le régime leur garantit honneurs, récompenses matérielles et avantages pour eux et leurs enfants. De même, l'industrialisation profite à des centaines de milliers d'ouvriers promus sur le tas à des tâches de direction, et aux millions de nouveaux ingénieurs et techniciens d'origine populaire qui sortent des nouvelles écoles. À partir des Grandes Purges de l'année 1937, ce sont eux qui comblent les vides laissés par la liquidation des anciens « spécialistes bourgeois ». Ces derniers, sous-représentés au Parti, étaient l'objet de la méfiance viscérale de Staline, prompt à les soupçonner de « sabotage », et pour qui l'allégeance partisane et personnelle doit primer sur la compétence technique,.
En revanche, le Parti reste sous-représenté parmi les paysans, les minorités nationales, les femmes, les « spécialistes bourgeois » et… les ouvriers (3 % en 1933).
Au sein même du Parti, des critiques sourdes persistent. Un certain nombre de membres sont ainsi exclus pour refus de coopérer à la dékoulakisation. Fin 1932, la police découvre la « plate-forme Rioutine » (un texte violemment critique contre le secrétaire général, du nom de son auteur), qui circule au sein de la vieille garde bolchevique. L'affaire entraîne l'arrestation et l'exclusion de hauts vétérans de la révolution, dont Kamenev et Zinoviev. En 1933, une purge du Parti aboutit à l'exclusion de plus de 20 % des membres. En 1934, les mesures d'apaisement et les réintégrations se multiplient, mais au XVIIe Congrès dit « Congrès des Vainqueurs », Staline n'est reconduit au Comité central qu'en dernier de la liste, 200 à 300 délégués sur près de 1200 ayant rayé son nom.
L'assassinat de Kirov entraîne l'ensemble du Parti, des élites et de la bureaucratie dans la tourmente des Grandes Purges, qui permettent à Staline de liquider les derniers obstacles à son pouvoir et de promouvoir la « génération de 1937 », ces jeunes cadres qui lui doivent tout. Cette nouvelle élite, noyau de la nomenklatura, bénéficie après guerre de l'absence de nouvelles purges et de la stabilisation du système.
Seul lui manque le pouvoir de décision réel : après les Grandes Purges, le Parti perd en effet le peu qu'il lui restait de rôle politique. La direction collégiale qui perdurait quelques années après l'avènement de Staline cède définitivement à une pratique très autocratique. Jusqu'à sa mort, le gensek ne réunit pratiquement plus le Comité central ni le Bureau politique, et ne convoque que cinq Congrès entre 1927 et 1952, dont aucun entre 1939 et 1952.
Après la mort de Staline et l'éviction de Khrouchtchev, la nomenklatura issue de la « génération de 1937 » est enfin seule maîtresse du régime. Elle conservera le pouvoir jusqu'à l'avènement de Gorbatchev en 1985. Née du stalinisme et incapable de réformer le système dont elle a hérité, elle sera en bonne part responsable de l'écroulement final de l'URSS.

#### L’autonomie partiellement maintenue de la société
À partir de 1933-1934, les grandes révoltes ouvrières et paysannes appartiennent au passé, mais les refus se poursuivent sous des formes de résistance passive ou de sous-productivité.
Le maintien de multiples pratiques déviantes démontre aussi l'échec du pouvoir à imposer la pensée officielle et à contrôler la situation. Par exemple, la prégnance de l'antisémitisme, celle de l'alcoolisme, du marché noir, de la mendicité, de la criminalité, du chapardage. Ou encore les multiples violences et incivilités qu'il baptise du nom de hooliganisme, un terme promis à un grand avenir.

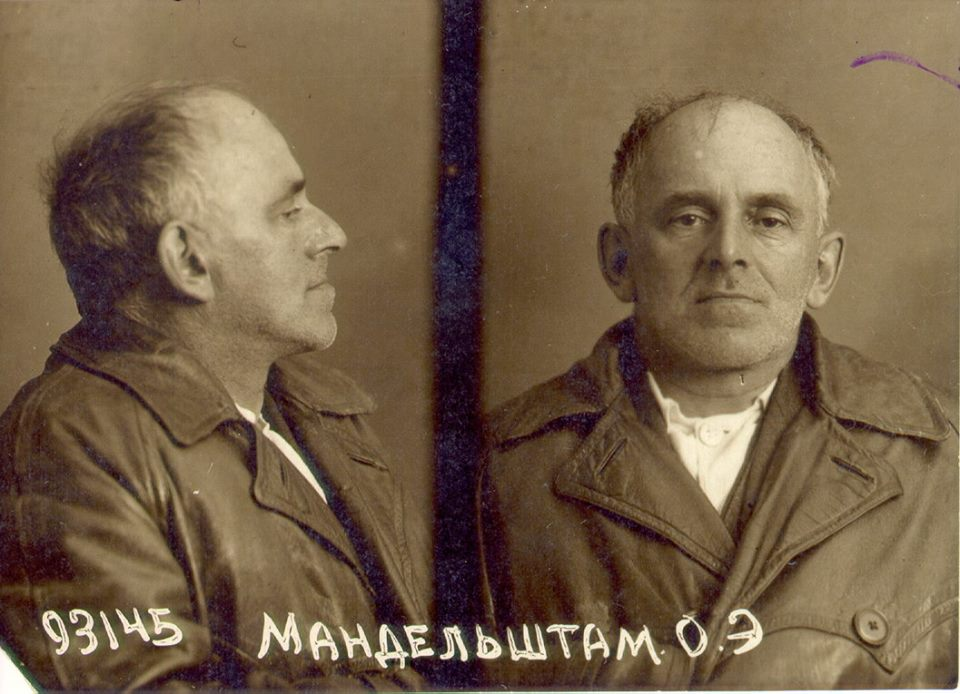
Le poète Ossip Mandelstam, déporté et mort au Goulag en 1937 pour une pièce de vers antistalinienne.

La propagande officielle est souvent tournée en dérision : dans un pays où l'humour est un moyen de survie traditionnel, les « blagues » innombrables qui circulent sur les dirigeants et sur la réalité du pays prouvent que l'esprit critique n'a pas perdu tous ses droits. Plus subversif, il ne manque pas de Soviétiques pour se réjouir du meurtre de Kirov, et espérer ouvertement que Staline soit le prochain sur la liste : « On a tué le chien Kirov, reste encore le chien Staline ». D'autres se réjouissent des procès de Moscou parce qu'ils semblent leur prouver que le régime exécré a des ennemis.
Pendant l'occupation allemande, un certain nombre de Soviétiques se retrouvent de gré ou de force membres de l'armée Vlassov, mise sur pied par les nazis. Des guérillas nationalistes à la fois antiallemandes et antisoviétiques subsistent en Ukraine et aux pays baltes jusqu'à la fin des années 1940, bénéficiant d'un soutien tacite d'une partie de la population.
Après la guerre, pour la première fois, le NKVD doit démanteler plusieurs petits groupes clandestins qui se constituent à travers le pays autour d'aspirations vagues, mais qui se recoupent dans la volonté de changements démocratiques et la critique de la bureaucratie : L'Opposition ouvrière, L'Œuvre véritable de Lénine, l'Union des jeunes socialistes de Tcheliabinsk, etc. À la mort de Staline, une vague de révoltes secoue aussi le Goulag.